# コミックマーケット

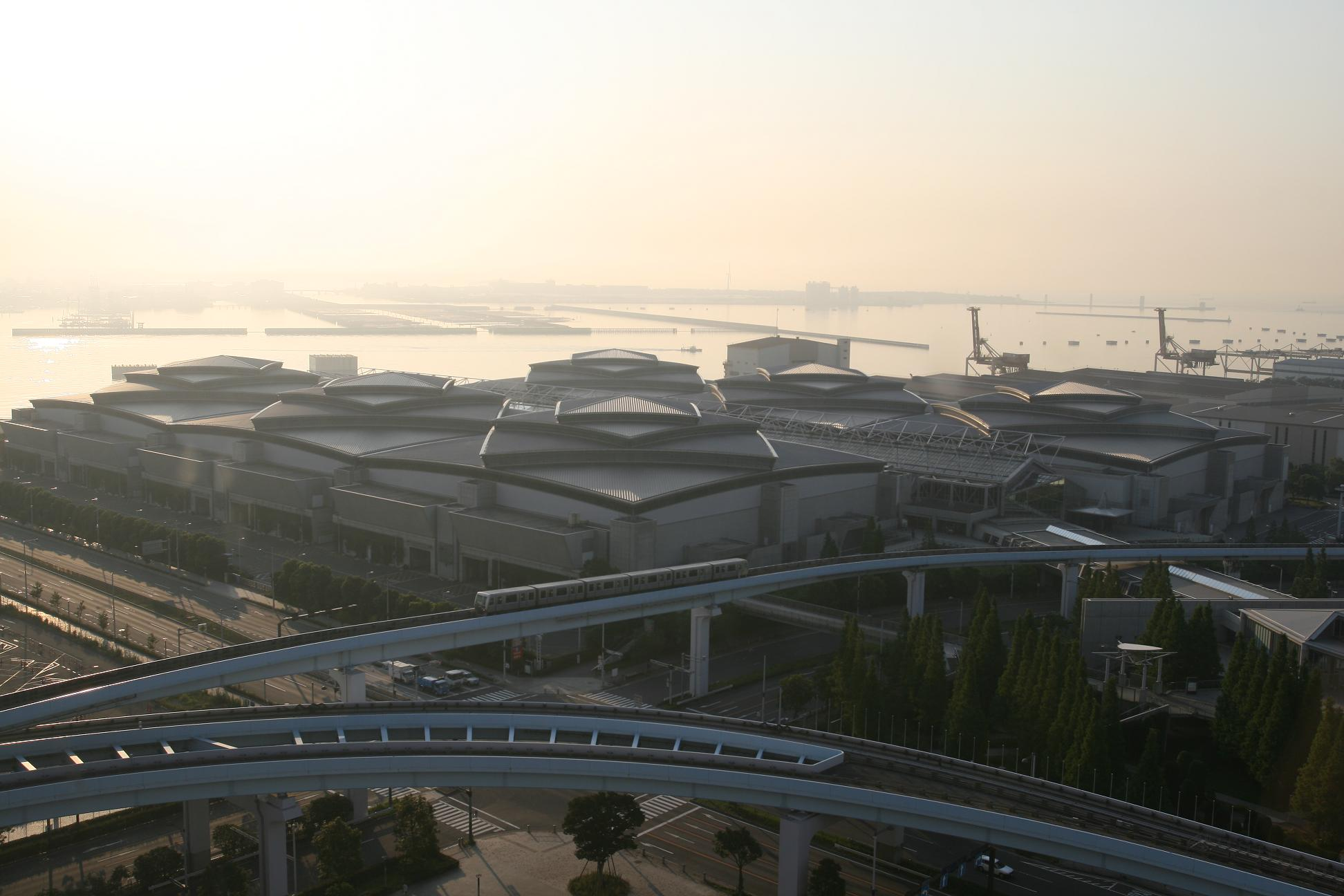
会場の一つとなる東京国際展示場 東展示棟

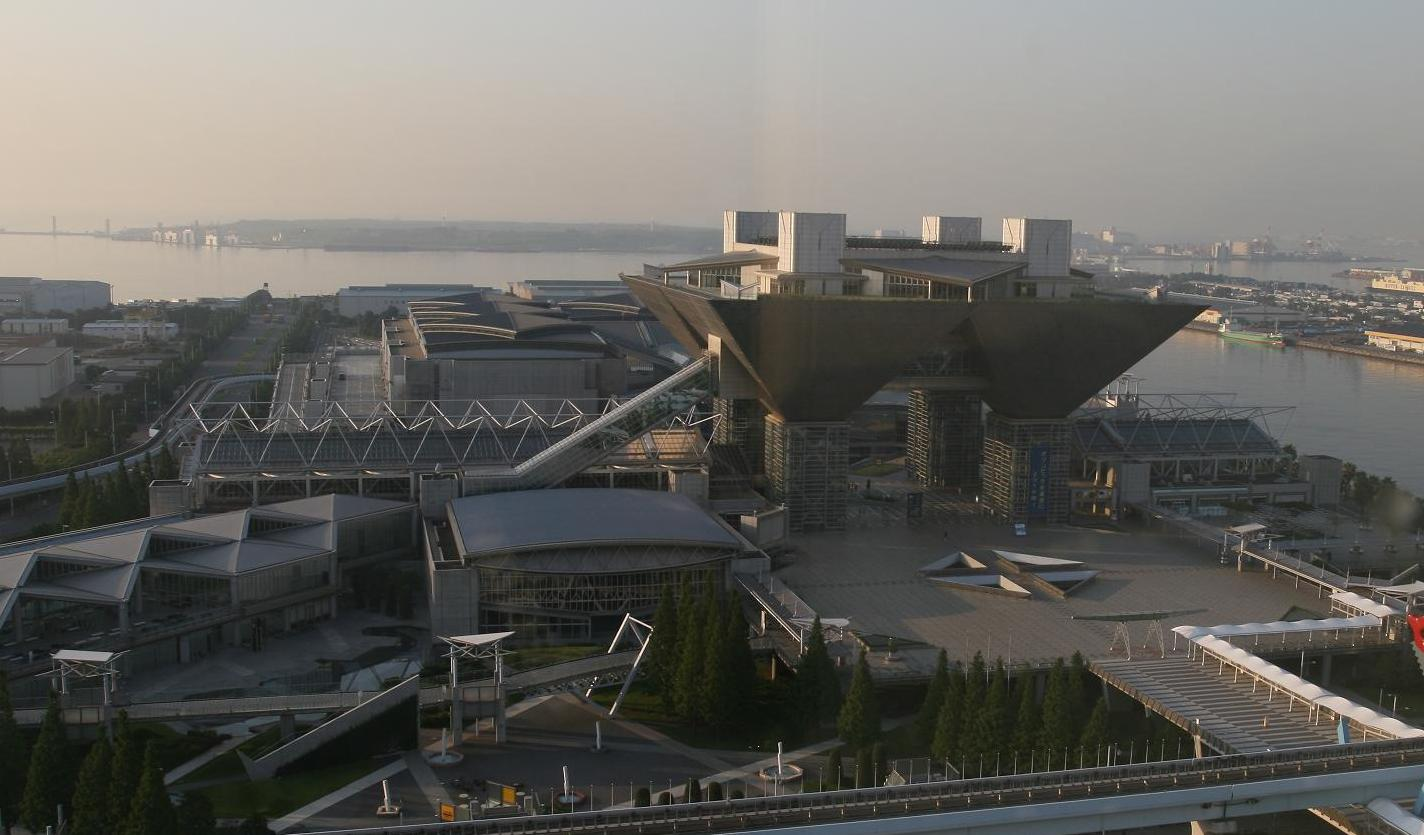
会場の一つとなる東京国際展示場 西展示棟（左）

コミックマーケット（Comic Market、略称：コミケ、コミケット）とは、コミックマーケット準備会が主催する世界最大の同人誌即売会である。1975年12月21日、批評集団「迷宮'75」によって開始された。現在は年2回の開催で、夏は8月、冬は12月に開催される。

## 概要
コミックマーケットは1975年12月21日、まんが批評集団「迷宮'75」こと亜庭じゅん、原田央男、米沢嘉博、高宮成河、式城京太郎の企画・主催のもと、旧日本消防会館ビル内の会議室を借りて32サークルが出展し、参加者約700人で初開催された。
コミックマーケットは毎年8月（通例、8月15日頃の旧盆にかかる週末）と12月（通例、12月29日から31日）の年2回、東京国際展示場（東京ビッグサイト）に開催される。現在の開催期間は主に3日間。8月に開催されるものは「夏コミ」、12月に開催されるものは「冬コミ」と呼ばれる。2022年8月現在、開催回数は定期開催だけで100回を数える。
コミックマーケットは回を重ねるごとに大規模化し、それに伴い世間一般にもその存在が知られた。2013年夏に開催された「コミックマーケット84」ではサークル参加者数は約3万5000スペース、一般参加者数は59万人にも上った。準備会がサークル参加者に提供するスペースは不足しており、いくつかの特例を除いては書類審査と抽選によって選ばれる。参加ジャンルによるが応募のおよそ50～70%程度が当選し、残りは落選という形になる。
大規模化に伴い、いくつかの問題点も指摘されるようになった。詳細はコミックマーケットが抱える問題参照。

### 特徴
コミックマーケットは世界最大の同人誌即売会である。また屋内で行われるイベント（展示会なども含む）としても最大規模を誇る。
コミックマーケットには多種多様な同人サークルが自作の物品を展示・頒布する。コミックマーケットというイベント名から漫画やアニメだけを取り扱うイベントと思われがちであるが、規則に抵触しない限りはどのようなジャンルの作品でも頒布可能であり、現代日本の様々なポップカルチャーが一堂に集うイベントとなっている。過去には過激派（中核派等）が参加したことがある。
多種多様なコスプレイヤーが参加することでも有名で、コスプレ撮影は指定エリア以外は禁止されているが、コスプレのまま会場全域を廻ることもできる。
コミックマーケットには膨大な参加者が集まるため、サークル参加者の多くが年間スケジュールをコミックマーケット開催周期に合わせており、コミックマーケット以外では同人誌の頒布を行わないというようなサークルも多数存在する。そのため、徹夜組や転売屋などの問題も発生している。1990年代後半以降では同人誌を専門に取り扱う書店の販売網拡大やインターネットの普及などにより、こうしたサークルの発行物も入手する手段が他にも増えてきており一部発行物に限って言えば会場まで足を運ばずとも入手出来るようになった。しかし依然としてコミックマーケットは同人サークルと参加者が一堂に会する最大級の同人イベントとして存続している。
SNSや動画共有サービスにおける現地映像の共有の他にマンガ・アニメ作品でもコミックマーケットの様子が描かれることがあるため、海外でも日本のオタク文化を代表するイベントとして知られている。

### イベント名称
コミックマーケットは、「コミケット」（Comiket）あるいは「コミケ」（Comike）という略称で呼ばれることが多い。開催開始当初は「コミック=マーケット」とダブルハイフン入りで表記していた。この名付け親は、立ち上げ時のスタッフの1人であり防火管理責任者の明石良信である。
「コミックマーケット」「コミケット」「コミケ」は、いずれもコミックマーケットの運営法人である有限会社コミケットが1998年に商標登録している。
しかし、商標登録前から「○○コミケ」（例 広島コミケ）という名称で開催されているイベントは、商標の先使用権によって商標権の侵害とならないため、コミックマーケット以外の同人誌即売会で「コミケ」という名称が使われることがある。

### 理念
現在のコミックマーケットが、理念として掲げているのは以下の内容である。
- コミックマーケットは同人誌を中心としてすべての表現者を許容し継続することを目的とした表現の可能性を広げる為の「場」である。コミックマーケットは、サークル参加者、一般参加者、スタッフ参加者、企業参加者等全ての参加者の相互協力によって運営される「場」であると自らを規定し、これを遵守する
- コミックマーケットは、法令と最低限の運営ルールに違反しない限り、一人でも多くの表現者を受け入れることを目標とする
- コミックマーケットは、全ての参加者に取って「ハレの日」であることを願い、継続を最大の役割として行動する

コミケットの理念は、大まかに2度大きく手を加えられている。
- 第1期　「迷宮」の理念 - コミックマーケットの創設母体となった批評集団「迷宮'75」が『漫画新批評大系』所収「マニア運動体論・序説」（亜庭じゅん）で発表した内容である[22]。自らが「運動体」であること、まんがファンの、まんがファンによる、まんがファンのための「場の構築に向けた運動」であることを理念とし、コミックマーケットもまた、「迷宮」の行う「運動」として位置付けられた[22][23][24]。ただし、序説が書かれた段階でコミックマーケットは構想のみ存在しており、姿を見せておらず、この時点ではコミックマーケットの理念として、体系的にまとめられたわけではなかった[22]。

- 第2期　「迷宮」からの自立と分裂騒動 - 初代代表（原田央男）の辞任と共に、コミックマーケットは「迷宮」の手を離れ、1980年から米沢嘉博代表体制となった。準備会の分裂騒動を機に、改めてコミックマーケットの理念が明文化され、1982年夏のC21から、サークル参加者に頒布される『コミケットマニュアル』に収録された。ここで準備会は、まんがに関わるすべての表現を受け入れることを目的として開催の責任は負いつつも、コミックマーケットの生み出すものについては主体的に関わらない立場を明確にした。それは創業者サークル「迷宮」が掲げた「運動体」であることの放棄でもあった[25][26]。その後、1991年のわいせつ図画事件を期に法令遵守を明記するなど、状況に応じた小規模な改訂はあったが、2013年の改訂まで基本的に引き継がれて行くことになる。

- 第3期　共同代表体制による再定義 - 2006年に米沢が死去すると、後継となった共同代表（安田かほる、筆谷芳行、市川孝一）は「自分の言葉で」理念を語るべく、その改訂に着手した。その間、2012年に起こった黒子のバスケ脅迫事件で、警察による同作品同人の頒布自粛の「非常に強い要請」を受け、それを受け入れたことは、コミックマーケットにとって痛恨の事態となった。そして準備会にとっても、場の存続と表現の自由のいずれを取るかが迫られることになった。その結果、場の存続により比重を置いた新たな理念が、2013年8月のC84での改訂で発表された。同時に、営利を目的としない、アマチュアのための「システム」であり、「ムーブメント」として自らを規定した記述は削除された[27]。

### 開催ごとの流れ
おおむね、以下の流れで進行する（一部の日程は前後する）。
1. 日程の決定。
2. サークル参加申し込み受付開始、締切。
3. 企業参加申し込み受付開始、締切。
4. スタッフ参加者募集を兼ねた、「拡大準備集会」を東京で開催。通常、1開催につき3度開かれ、それぞれ1拡・2拡・3拡と略される。スタッフ参加を希望する者は2回以上参加する必要がある。また3回目（3拡）では一般・サークル参加者向けの質疑応答時間を設けていて共同代表に直接質問が可能である。3回目の日程は、サークル参加者向けのニュースメールおよびコミケットアピールで告知される。※2017年の冬コミの拡大準備集会は2回のみ開催された。以降も冬コミについては同様になると想定されるので注意。
5. サークル・企業当落確定。カタログ製本開始。
6. 前日搬入。開催前日から机イスなどスペースの準備を行い、初日参加のサークル搬入も受け付ける。次期サークル参加申込用紙頒布開始。
7. 当日搬入、見本誌点検・提出。サークル参加者は一般参加者より先に入場し、開催の準備を行う。
8. コミックマーケット開催。各日とも、4時30分入場待機列整列開始、7時サークル入場開始（ - 9時）、10時一般入場・頒布開始、16時サークル頒布終了、17時企業頒布終了（最終日はサークルと同じく16時終了）となる時間割が一般的である。4時30分以前の来場は禁止されているが、違反する徹夜来場者が後を絶たない。
9. 終了後、即日撤収。備品の片付け終了後、全体の、そしてスタッフ部署ごとの反省会を行う。全体の反省会は、代表や主立ったスタッフによる報告と一般・サークル参加者との質疑応答などを行う。拡大準備集会と同じく、代表が直接回答する。

### 開催回数の数え方
コミックマーケットでは開催されるたびに「コミックマーケット○○」と呼び、○○に回数を入れる。略称は「C○○」。例えば2017年12月29日 - 12月31日に開催されたコミックマーケットは「コミックマーケット93」、略して「C93」と呼び「第93回コミックマーケット」とは呼ばない。ただし、初回は「第1回コミック=マーケット」である。
上記の形式は、C4 - 5の頃に固まった。これはコミックマーケット準備会そのものが形式的には開催1回毎に解散及び結成を繰り返し、連続した団体としての体裁を持たないというスタイルから来たものである。この様式はC72まで続けられたが、開催ごとに解散を繰り返さないC73以降も呼称としてのCxxは継続されている。
定期開催以外には通常5年ごとに開催されている「コミケットスペシャル」があるが、こちらは独立して回数が計算され、通常の定期開催の回数には含まれない。

### 参加者の区分
コミックマーケットでは、企業、サークル、スタッフ、一般来場者も全て含めての来場者を「参加者」と呼ぶ。これはコミックマーケットにおいて参加者は対等であり、「お客様」は存在せず、皆がコミックマーケットの参加者なのである、との理念からである。参加者の主な区分は以下の通りである。
なお、下記はコロナ禍が発生する前の参加方法であることに注意すること。コロナ禍発生以降は状況に応じて参加方法が変更されているため、公式サイトで確認する必要がある。
サークル参加者
同人サークルとして参加し、コミックマーケットより与えられた個々のスペース（ブース）で自作の同人誌やグッズなどの頒布を行う参加者。参加するためには事前にサークル参加の申込を行い、当選しないと参加することができない。参加するためには参加費が必要である。通常は机半分、椅子2脚が1スペースである。コミケでは通称として「サークル」と呼ばれる。
スタッフ参加者
コミックマーケット準備会のスタッフとして参加し、運営や各種作業を行う参加者。無償のボランティアだが弁当など飲食物とカタログ、サークル参加申込書が支給される。（カタログと次回のサークル申込書はスタッフとして注意事項やサークル参加者への告知内容を理解するために支給されている）スタッフ参加には事前に開催される「拡大準備集会」に複数回参加する義務がある。また開催時は設営から撤収までの通日参加が原則となっている。コミケでは通称として「コミケスタッフ」、「スタッフ」と呼ばれる。
一般参加者
サークルが頒布する同人誌や企業ブースの販売物の購入を目的とした参加者をいう。コミケ会場でのコスプレイヤーとしてのみの参加やコスプレイヤーを撮影するためだけの参加も一般参加者となる。参加するための事前申請・登録は不要で、入場料は無料。多くの他の同人誌即売会と異なり入場券がわりのカタログ購入が必須ではないため、カタログに記載されている注意事項や案内について理解されない参加者が増えており、禁止行為である会場付近での徹夜行為や早朝からの来場、会場内での飲酒のほかサークルや運営側に対していわゆる「お客様」対応を求める行為など「コミケの常識」を理解されない一般参加者がいるのも事実である（準備会が発行するカタログはコミックマーケットでの注意事項やルール、マナーを伝える手段でもあるため、準備会ではすべての参加者に熟読を呼び掛けている。C74より公式サイトでカタログの注意事項やルール・マナー部分を抜粋して公開をしている）。コミケでは通称として「一般」と呼ばれる。
企業参加者
コミックマーケット企業スペースに参加する法人・各種団体をいう。また、出版社・放送局などの取材も企業参加者に含まれる場合がある。コミケでは通称として「企業」と呼ばれる。
※サークル参加及びコミケットスタッフへの参加資格は、公式サイトでは「申込時点で義務教育を修了している人」とされているが、「法的に中学校卒業以上の学歴がある人」という意味であり、中学校卒業以上の学歴がない場合は許可されない（ただし、開催前日の設営については特に制限はない）。
これらの区分とは別に、以下のような形での参加もある。
委託参加者（委託サークル）
スペースの取得に落選した、あるいはコミケに申し込みをしなかったなどの理由で、他のサークル参加者に同人誌その他の頒布を委託した者、またはサークルをいう。来場していない場合もあれば、一般参加者として来場している場合もある。当選したサークルが複数日、複数場所で頒布する目的で他のサークルに委託する場合もある。
※コミックマーケット準備会でも過去に「同人誌委託コーナー」を設けていたこともあったが2007年夏のC72以降、委託コーナーを設けないと発表した。準備会はその理由として、以下を挙げている。
- 3日間開催において、抽選率70%以上を確保できる状況にある
- 抽選漏れサークルの救済という趣旨とは異なってそもそもコミケットにサークル申込を行っていないサークルが増え、コーナーの性格も変わりつつある
- これまでの会場の使い方では現状に適合しない部分もいくつか見えており、（現在委託コーナーが置かれている）会議棟含め会場施設などの利用方法について会場側とも調整を行いながら現在見直しを行っている

※一方、中止はそれまで委託コーナーを運営してきたCPSに関する事情もあると準備会は付け加えている（詳細は株式会社コミケプランニングサービスを参照のこと）。
コスプレ参加者
コスチューム・プレイを行う者たちを指し、開催当日の登録（有料）が必要。コミックマーケットではコスプレも表現の一部ととらえており、コスプレイヤーのために専用更衣室の用意や着替えを早くすることができる「先行入場」システム（事前申込が必要）を行っている。なお、企業参加者の中にコスプレをした企業社員やコンパニオンもいるが、これらは参加要件の違いからコスプレ登録は行っていない。

### サークル参加の方法
サークル参加を希望する際は、指定された期間にコミケットに対してサークル参加の申込を行う必要がある。
- 夏コミ：2月上旬の約1週間
- 冬コミ：夏コミ前日設営日を初日とし、終了3日後までの約1週間
  - 期間は開催回によって異なる場合があるので、詳細はコミックマーケットオフィシャルサイトを参考のこと。

申込には参加を希望する回の前の回のコミックマーケットで準備会販売スペースで販売される「申込書セット」を1スペースにつき1部購入し、申込期間中に参加費の振込み及びサークル情報をまとめた「短冊」と呼ばれるものを準備会に送付する必要がある。申込期間外の送付は原則、全て書類不備として落選となるので注意が必要である。
郵送以外の申込方法としてオンライン申込がある。インターネットを利用したオンライン申込が長い間切望されてきたが、有限会社コミケットは有限会社サークル・ドット・エムエスとWeb申込受付に関する業務委託契約を締結し、コミックマーケット70（2006年夏）の申込よりオンラインによる申込受付サービスを開始した。オンラインでの申込にも郵送と同様に申込書セットが必要となり、さらに郵送申し込みで必要な郵便払い込み手数料に代えシステム利用料として申込書セット以外に1000円がかかり事実上申込手数料が倍となるが申込期間が約1週間、サークルカット提出と申し込み内容修正がオンライン申し込み終了後更に1週間と期間が延長される利点がある。主に夏コミ終了後から3日間と期間が非常に短い冬コミの申込期間が延長される点で利用者は毎回増加している。ただし、その数の急増による事務処理上の問題からC75（2008年冬開催）の期間延長日数は圧縮された。
なお、参加を希望する回の前の回のコミケに参加出来ないサークル参加希望者の為に申込書セットはサークル・ドット・エムエスにより通信販売も行われている。この通販は会期前及び会期後にそれぞれ行われ、基本的にオンライン申込用としている。しかし、夏の会期後のもの以外は基本的に郵送申込にも利用可能である。
サークル参加では机半分（90cm×45cm）分と椅子2脚が自スペースとして提供されるが、大手と呼ばれるサークルでは多数の一般参加者を捌く為にそれ以上のスペースが提供される場合もある。また、合同誌頒布の際などに友人のサークルと隣同士に配置をしてもらう「合体参加」という申込も可能となっており、その際は合体申込を行った2サークルで机1本分の配置となる。なお、郵送申込時には専用の合体封筒の購入が必要となるがオンライン申込の際はフォーム上のみで処理が可能となっており合体封筒を購入する必要はない。
C100の申込みにおいては、C99の状況を見てから日数などの詳細を決めることになったため申し込みセットは会場では販売されず郵送申し込みを対象とした通信販売のみとなる。オンライン申込みの場合はPDF版が供給されセット代が申込時に追加請求される形となる。また、手持ちのC99用セットも使用可能である。

### サークル参加の抽選
サークルでの参加は申し込みサークル数に対して会場スペースが少ないため、抽選制となっている。
コミックマーケット準備会が発行している広報誌「COMIKET PRESS」によると人気ジャンルは申し込みが非常に多くなるため、若干当選率が下がり、逆に申し込みが少なく特にそのジャンルで申し込んだサークルが1つだけといった場合は、当選率を高くする傾向にあるという。これは、落選によるジャンルの存亡の危機を招かないようにするための配慮である。3回以上連続で（夏だけ、冬だけの申し込みも含む）落選すると、次の申し込みでは救済措置で優先的に当選するといわれているが、人気が高いジャンルにおいては4回以上連続して落選することもある。また、落選が書類不備による場合、この3回目救済措置は受けられない。サークル申し込みの際にアンケートにきちんと記入すると若干、当選率が上がるともいわれている。
ジャンル「学漫」については以前のコミケ代表だった米沢嘉博の「学生による漫画活動を援護したい」という考えにより軽度の不備であれば救済されることがあるが、学校名が記載されていない場合や申し込み代表者が学生ではない場合は落選となる（コミケットカタログ『配置担当者の一言』コーナーより）。同一校で複数の「学漫」サークルの申し込みがあると一サークル以外は落選することがある。しかし大学などで複数キャンパスを持つような場合はキャンパスごとに当選させるなどの配慮もしている。
なお、コミックマーケットにスタッフとして参加を行った場合、次回のコミックマーケット申込用の専用封筒が配布されており、これを用いた場合は軽微な書類不備であれば即落選にならない。（不備が複数個所や重要部分の場合はもちろん落選する）
また申込封筒は大手の壁サークルや前日設営を手伝った一般やサークルに対しても配布されることがある。
サークル参加申込用紙は記入事項が多く、変更される個所も多い。「正確に申込用紙を記入しているサークル」と「記入や添付に不備があるサークル」を明確に区別して扱う方針のため、参加ジャンルを問わず書類不備による落選はかなりの割合を占める。しかし2000年代以降では3日間開催日程の回ならば実質の当選率はかなり上がっており、毎回書類の書き方にさえ注意すれば7割以上の当選を見込めるようになっている。例えば2017年冬のC93では当選率 76.19% で書類不備は落選数の一割未満ある。逆に2日間開催の時は書類不備を除いてもなお4割程度落選となり2004年冬のC68では当選率49%、不備で落選20%、抽選で落選29%で従って不備を除いた申込の62.8%が当選している。
いわゆる大手サークルと呼ばれているサークルについては致命的な書類の不備、準備会への非協力行為などがない限りは当選するといわれている。ただし、抽選免除が公にされているのはコミックマーケットの母体となった「迷宮」のみ。また、免除ではなく「永久スペース提供」と表現されており、公にされているのも母体ゆえの特例と言える。しかし一般的なサークルの抽選も無作為抽出ではなく、申し込み時の内容が考慮されることが「COMIKET PRESS」などで明らかにされている。

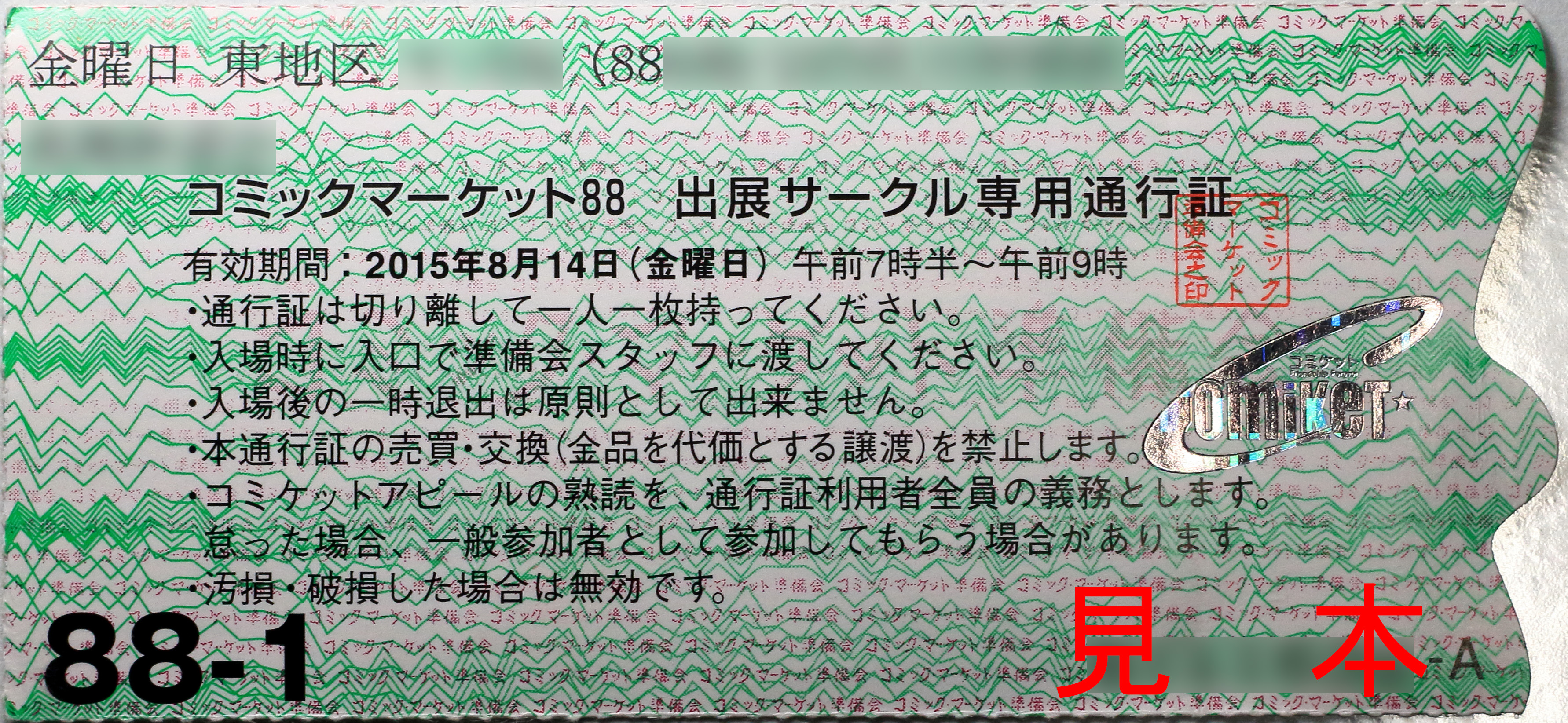
コミックマーケットのサークル参加者に送付される出展サークル専用通行証（コミックマーケット88。1日目(2015年8月14日開催)のもの。）。転売防止および個人情報を特定できるよう、5桁（5桁の上2桁は開催回、下3桁はジャンルコードとなっている）+4桁のサークル受付番号・配置場所・責任者の名前（本名）そしてサークル名が印字されている（いずれもぼかしの部分）。

また、作業期間の関係で夏コミに比べ冬コミの方が書類不備の基準は厳格になる。例えばジャンルを間違えて申し込んだ場合、夏ならば正しいジャンルに配置してくれることもあるが冬は落選となる可能性が高い。特に開催日の違うジャンルと間違えた場合、配置作業は開催日ごとに並行して進めるためフォローが困難という理由で基本的に落選となる。
過去に不正な行為を行ったり、サークルスペースを確保したにもかかわらず参加しなかったり、参加したにもかかわらず頒布物がなかったようなサークルは以後の開催で落選させられることがあるといわれている。過去にはコミックマーケットスペシャル開催妨害や、サークル専用通行証のインターネットオークションでの転売を理由として永久追放になったサークルも存在する。ただ異論を排斥しない理念を掲げている（「コミックマーケット開催まで」参照）以上、永久追放は最後の手段と位置付けられており懲罰的に落選させられたサークルでもほとんどの場合は前述の救済措置の適用は受けるといわれており、最低でも4回に1回は参加できることになる。
なお、ジャンルが二次創作の場合、申込が原作の発表（発売・放映・公開など）以前だと基本的に落選になる。これは、たとえ事前情報が出回っていたとしても「作品を鑑賞してからこそのパロディでありファン活動ではないのか？」という方針があるからである。ただしケースバイケースであり、また例外的に原著作者本人によるものは当選する可能性がある。

### カタログ
冊子版カタログ
コミックマーケットには数多くのサークルが参加するため、手ぶらの状態で会場に訪れて目的のサークルを探すのは会場の広さも相まって非常に困難である。このため、コミックマーケット準備会は毎回参加する各サークルの紹介とその配置の紹介を兼ねた冊子「コミックマーケットカタログ」を刊行している。カタログの印刷は、C95までは共信印刷が、C96以降は大陽出版が担当している。参加するサークル及びその配置は毎回異なるので、カタログの内容も対応する回にのみ適用される。
このカタログはおおむね開催の1カ月ほど前からコミックマーケット準備会のほか、大手書店や同人ショップによる通販などで販売される（C72まではCPSにおいても販売されていた。事情は「株式会社コミケプランニングサービス」を参照）。コミックマーケットの開催期間中に入場待機列付近や会場内でも購入することも出来る。
巻頭には、コミックマーケットへの参加に関しての諸注意事項が掲載されている。大まかな諸注意については漫画形式で掲載されている。巻末には、投稿コーナー「まんがレポート（MR）」が掲載される。この記事は、前回のコミックマーケットに参加した人たちから募集した意見や感想を、一コマ漫画形式でその話題ごとにまとめたものである。まんがレポートは読み物としてほか、参加者のマナーの向上や問題提起、疑問の解決などに一役買っている。他、読み物としてカタログに掲載される記事には前回の開催内容を紹介する「アフターレポート」、準備会からの告知やアンケートへの返答を行う「コミケットプレス出張版」、コミケの諸事情を風刺したDr.モローによるショートコミック、コミケビギナーのためのアドバイスコーナー「Comi-Navi」などがある。
カタログの巻頭には会場の各ホールの配置図が白地図様式で折り込まれていて本冊から取り外しして使用できる。この会場図に目的のサークルの場所を記したり同行者との待ち合わせの場所を記したりするなど、各々自由に利用することが出来る。目的のサークル等を記入した会場図は一部の参加者からは「宝の地図」と呼ばれている。
数万のサークルを紹介するカタログのページ数は1000ページ以上にも及ぶ為、本文には特製の薄い用紙（日本製紙製「ヘンリーコート R-50」）が採用されているが、それでもなおカタログ全体の厚さは数センチ、重さは数キロに達する。より厚い月刊漫画雑誌などより重いのは、サークルカットの刷り上がりが最適になるよう採用している用紙の性質による。それゆえ会場内で持ち歩くことを考慮し、綴じ部分（いわゆる「のど」の部分）からカッターナイフなどを用いて切り分けるなどカタログを分冊する者も少なくない。このことから一時期（C48、C52）は準備会側もカタログを開催日ごとに分冊化しての発行を試みていたが、開催日に対応した冊子のうちのいずれかが売れ残るなどの問題が解決出来ず結局1冊にまとめての状態へと戻った。
かつては、開場後しばらくすれば会場内のゴミ箱からカタログを拾うことができたが、現在はほぼ全てのゴミ箱に会場の清掃業者が常駐し捨てられたものを分類・管理しているため、会場内のゴミ箱からカタログを拾うのはほぼ不可能となっている。一方で、以前から有志によって行われてきたカタログのリサイクルが近年では準備会によって行われるようになった。準備会スタッフによって回収された中古カタログは、当日販売用に用意された新品のカタログが売り切れた場合に限り、「森林保護募金の協力者への謝礼」という形で配布が行われる。
C98ではカタログを制作したが後に中止が決定し同人書店などで記念品として販売されたものの大量に売れ残り、その影響でC99では一般販売はされずスタッフ向け業務用カタログのみが少量オンデマンド印刷で作成された。前述の薄い用紙ではなく汎用の用紙に印刷されたため開催日別の2分冊で、また背表紙の続き絵も省略された。
CD-ROMカタログ（カタROM）
C56からは従来の冊子型のカタログに加え、パソコン（Windows・Macintosh）で利用できるCD-ROM（C81からDVD-ROM）版のカタログも登場している（通称「カタROM」）。当初はアスキーの持ち込み企画として始まり、その後制作期間の問題が発生したことからC58より冊子版同様共信印刷が手がけることになった。発売は毎回、冊子版の約1週間後となる。パソコンで扱えるデータということもあり、基本的な検索機能以外にも、チェックを入れた配置図やチェックリストのサークルカットを含めた一覧の印刷機能、過去のCD/DVD-ROM版カタログで出力されたチェックリストを元にしてサークル・作家のスペース配置状態をオートチェックできる「過去のカタログ読み込み機能」、サークル情報のオンラインアップデート機能やgoogleを使ったサークル検索機能などのインターネット接続を活用した機能も搭載されている。また、冊子版に収録の情報に加え、落選となったサークルの情報まで収録されていることも大きな特徴である。C82からはまんがレポートも収録されるようになった。C88からは制作体制の見直しに伴い、カタROMはWindowsのみ利用できることとなった。共信印刷の廃業によりC97を以て制作発行は終了した。
WEBカタログ
Web上では、C74からは公式Webサイトにて開催前に諸注意ページ（コスプレの注意事項である「ちぇんじ」、コスプレ撮影の注意事項である「さいと」も同時に公開されている）を、開催後にまんがレポートを公開している。また、2012年7月31日に公式Webサイト上でWeb版カタログの開発を行うと表明、C83でβ版として11月2日より公開し、2013年夏のC84で正式版を公開しており、機能の拡充や動作スピードの向上、モバイル端末への対応、カタROM及びpixivやニコニコ動画、Twitterなど外部サービスとの連携、コスプレ参加者向けのサービス「コミケコスプレコミュニティ」の運営などを行っている。Webカタログの開発に当たっては、サークル参加オンライン申し込みシステムを手がけたサークル・ドット・エムエスが中心となって行い、日本マイクロソフトの協力を得て、クラウドプラットフォームのMicrosoft Windows Azure上にシステムが構築されている。無料会員の場合は閲覧にライフ制を設定し、それが切れると5分後に回復するのを待たなければならない（有料会員になるとその制限は無くなる）。
なお、これまでカタROM収録データを会場内でも活用できるよう、各種PDAやスマートフォン、タブレット端末で閲覧するためのオンラインソフト・アプリも複数公開されていたが、カタROM自体の不正コピー利用が多くなっているため、C86からWindows版で、C87からMac版でアクティベーションがかけられ、収録データもWindows版・Mac版収録の専用ソフトとiOS版・Android版の専用アプリのみが使える形に移行、その後前述の通りC88からMac版への対応が終了したことに伴いWindows・iOS・Androidの専用ソフト・アプリのみ対応という形になっている。これに呼応する形でWebカタログではそのデータなどを外部ソフト・アプリで使えるようにするAPIを公開しており、従来からあるアプリを含めC86からWebカタログのデータを扱えるアプリが登場してきている。
1. ブロンズ会員 - 無料会員。有料エリアの利用制限は連続3分までで、使い切ると5分間待機。以下の機能は使用不可：お気に入り機能・コミケWebカタログアーカイブス、地図を含めたデータの印刷・保存・エクスポート（DVDカタログとのデータ連携）。
2. シルバー会員 - サークル参加者の無料会員。PC版に限り、有料エリアの一部の利用制限が無くなる。対象はサークル一覧ページ（WebカタログView以外）、サークル詳細ページ、簡易検索ページ、詳細検索ページ、お気に入り機能。その他の制限はブロンズ会員と同様。また、C99では、チケットを購入した一般参加者もシルバー会員となることができた。いずれも、当該の回次限定の会員で、有料会員の手続を取らない限り、回次終了の7日後にブロンズ会員に戻る。
3. ゴールド会員 - 有料会員。全ての機能が利用できる他、広告が一つ減り、専用サーバが用意されるため動作が速くなる。

### カタログの背表紙
当初カタログがただ一枚の紙だった時代、およびその後の中綴じの時代には「背表紙」は存在しなかったが1986年冬（C31）に今のような平綴じになり白い背表紙ができた。当初は「コミックマーケット×× カタログ」としか書いていなかったが、1989年冬コミ（初の幕張メッセ開催、C37）で発行されたカタログで初めて背表紙に絵が登場した。翌C38のカタログのマンガレポートにそのことに対する反響が2枚掲載されている。うち、1枚に対して編集が「カタログの背表紙の絵は永遠に続くよ」というコメントを寄せている。主に同人界で人気のあったジャンルが背表紙になっている。カタログが薄かった頃は背表紙のやや上の方とやや下のほうに交互に人物が配置されていたが今ではカタログが厚くなったため、交互に人物を配置する必要がなくなっただけでなく1作品から2人物を登場させることができるようになっている。最初期に背表紙に登場したジャンル、キャラクターは以下の通り。
- C37 原稿用紙とペンを持ってイスに座っている女性、ヤマト（『宇宙戦艦ヤマト』）
- C38 女性、ヤマトと古代進、シャア・アズナブル（『機動戦士ガンダム』）
- C39 古代進、シャア、ブラスター・キッド/木戸丈太郎（『銀河旋風ブライガー』）

### COMIKET PRESS（コミケットプレス）
1994年12月のC47より創刊された広報誌。カタログ、サークル参加申込書の補完と、準備会と参加者の交流の場の一つになっている。単独で購入することもできるが、サークル参加申込書を購入するとおまけに付く。2019年夏の第50号で冊子版の発行を終了し、以後はカタログ内やweb上で継続するとしている。バックナンバーをまとめた総集編も発売されている。毎号の主な内容は以下の通りである。
- 表紙、裏表紙 - いずれもサークル参加者が原画を描いている。会場で直接制作を依頼するのが特徴。
- 特集 - 各回ごとの特集。コミケットが関わる時事問題も扱う。
- ジャンル紹介 - コミケットのジャンル紹介とサークルの傾向などを解説。
- あの頃のコミケット - 過去のコミケットを振り返る。
- はたらくおぢさん - コミケットに関わる様々な職業と仕事の内容を紹介。相手が女性の時は「おねーさん」と呼ぶ。元ネタはNHK教育テレビで放送されていた『はたらくおじさん』。
- COMIKET PRESS Q & A - コミケットへの質問と回答。
- 人として - コミケットの関連イベント、コミケットスペシャルなどの紹介。
- スタッフお仕事紹介 - 部署ごとのスタッフの仕事のあらましを紹介。
- ○コミの不幸者 - 前回のコミケットで不幸な目に遭った参加者のエピソード。○は発売号が夏なら冬、冬なら夏が基本。
- コミケットトピックス - 前回のコミケットから今回開催までの主な出来事など。
- アンケートより - 読者投稿とコメント。
- トーンやかけ網の印刷目安や縮小率などの作画ヒント。

### 見本誌
サークル参加者は頒布物の見本を無料頒布物を含め、必ず準備会に提出する必要がある。現在では年齢制限や過激な表現などの点検も兼ねており、性器の無修正や修正が小さいと判断した場合はある程度の修正を命じられる。
見本誌提出はコミックマーケットが始まった当初から行われており、現在では都内に専用の倉庫を用意して保存している。初期には完全には強制できず買い取った物や他の即売会で買い取った同人誌もあるため、収蔵漏れやコミックマーケットでは実際には頒布していない同人誌も混じっている。現状、他の大規模な即売会で見本誌提出制を取っているのは「コミティア」「COMIC1」など少数である。
コミックマーケットとしては見本誌で資料館、あるいは図書館を設立する構想を1995年より表明していた。また、構想の実現前にコミックマーケットが終了する事態になったなら国立国会図書館への寄贈も検討していた。制度上、同人誌も一部は（ホチキス留めなどの簡易製本や、表現上広く公開することに支障のある物は含まれない）国立国会図書館の納本対象に入る。ただし、同人誌の納本例は少ない。
2008年、市川孝一がコミックマーケットとは別に代表を務める即売会「COMIC1」で見本誌を明治大学に寄贈する話が出た。しかし事前の告知が無くサークル参加者から反発が起こり、サークルが申し出れば寄贈対象から外すことでおさまった。同年冬に開催されたC75のサークル参加申し込みにでは同人誌図書館を設立する場合、どのような形で公開することが望ましいかという内容のアンケートが行われた。アンケートについては、その後の拡大準備集会でCOMIC1での見本誌寄贈は同人誌図書館構想のテストケースであると説明された。同人誌は不特定多数への頒布を想定していない物が多く、愛好者で内々に活動しているジャンルも多い。また、奥付に住所氏名などの個人情報を載せているケースもあるため、この件は見送られた。
その後も見本誌公開に向けた検討が行われ、2009年10月31日に開館した米沢嘉博記念図書館においてC77の見本誌より閲覧を開始すると発表されている。ただし現在の構想では公開期間は限定であり有料の図書館利用者登録が必要になるほか、同人誌に関する詳細な情報を指定しないと実際に閲覧することはできないため実際の閲覧にはある程度のハードルが設けられる。問題となっている奥付の個人情報に関しては、所定の申請手続きをとれば該当部分にシールを貼って見えなくする措置が検討されている。

### 参加者の年齢層・男女比などの内訳
コミックマーケット公式の調査によると、参加者の年齢の中心層は中学生から30代ぐらいまでであった。回次と共に平均年齢は上昇傾向にあり、2013年8月のC84サークル参加者データによると、サークル代表者の平均年齢は男性31歳、女性32歳であった。
男女比については、2010年8月のコミックマーケット78での調査によれば、一般参加者では男性64.4%、女性35.6%と男性の比率が高く、サークル参加者では男性34.8%、女性65.2%と女性の比率が高い。一方、2008年2月に準備会が公開した資料「コミックマーケットとは何か?」によれば、一般参加者は女性57%、男性43%、サークル参加者は女性71%、男性29%であり、当時の準備会は「世の中の認識とは異なり、女性の参加者が多い」と結論づけた。また、2004年8月のコミックマーケット66でのコミック文化研究会（九州大学助教授・杉山あかし）と準備会による試験的な計測では、男性がやや多いかも知れないという結果であった。2013年8月のC84サークル代表者内訳は、男性43%、女性57%と依然として女性が多いが、以前より男性が増えていると指摘している。
2013年8月のC84サークル代表者の住所は、約7割が首都圏である。開催会場が有明に移転して以来、日本国外からの参加者も増えている。参加形態も一般参加者だけでなくサークル参加者もある。一部には行列のできるサークルを主宰する者も出ている。このため準備会では「国際部」と呼ばれる外国語接遇セクションを強化、「フェロースタッフ」と呼ばれる他部署兼務の外国語対応スタッフを導入している。そのほか簡単な会話帳を配布するなどで対策を講じている。

### 定期開催以外のコミケット
コミケットスペシャル
1978年5月6日に行われた、定期開催以外では初のコミケット。場所は新宿・四谷公会堂。運営費の赤字を救済するために行われたが、結果として赤字をさらに増大させてしまった。周年記念行事としてコミケットSP3以降は5年毎に開催されている。
コミケット IN 一橋祭
1978年11月5日に、一橋大学の学園祭の一環として行われた。
さよなら晴海!!コミケットスペシャル（コミケットスペシャル2）
コミケット20周年記念として1996年3月17日に開催。晴海国際見本市会場が東京国際展示場（ビッグサイト）へと役目を引き継ぎ閉鎖されることとなったため。サークルは申込ではなく招待とし、一般参加は事前申し込み制で開催された。
リゾコミ in 沖縄（コミケットスペシャル3）
コミケット25周年を記念して2000年3月19日に沖縄県宜野湾市で開催。首都圏以外では初の開催である。開催直前に宜野湾市の教育委員会に成人向け同人誌数冊とともに怪文書が送られた。なお、怪文書を作成したのはとある同人サークルでコミックマーケットから永久追放となっている。
このイベントから5年に1度の周期でスペシャル版が開催されている。
30周年記念 24耐（!?）コミケットスペシャル4
コミケット30周年記念として2005年3月21日に開催。設営から撤収までの全てを開催日の深夜0時から24時間以内で行い、サークルも午前と午後で総入れ替えを行った。準備会側では少々の赤字を出すにとどまった。
コみケッとスペシャル5 in 水戸
2010年3月21・22日に茨城県水戸市の伊勢甚泉町北ビル（旧京成百貨店）で開催された。開催コンセプトを「コミケでまちおこし」とし、同人誌即売会で町おこしを行いたい自治体や観光協会に呼びかけ、開催地を公募し決定した。同人誌即売会以外にも、偕楽園などの名所を巡るスタンプラリー、人気作家のイラスト入りパッケージによる地元特産品の販売、映画館でのアニメ作品オールナイト上映などが行われ、街を挙げての大イベントとなった。中夜祭ではご当地ヒーロー・イバライガーのステージショーと高取ヒデアキのライブが行われた。タイトルは「コミケット」と「水戸（みと）」をかけている。このときのイラスト入りの各種特産品商品はいわゆる「萌えパッケージ」の先駆けとなった。
コミケットスペシャル6〜OTAKUサミット2015〜
コミケット40周年記念として2015年3月28日・29日に千葉県千葉市の幕張メッセで開催された。「世界のコミケット」を目指すことをコンセプトに、日本だけでなく海外の参加者を招き入れることにした。通常開催における幕張メッセの使用は後述。
通常通り国内外のサークル参加による同人誌即売会や企業出展を行ったほか、サークルが企画する展示ブース、海外の同人誌即売会やアニメ・漫画イベントを紹介するブース、国内外の漫画関連のミュージアムや国内の漫画などの舞台になった自治体が出展するブース、コミケが開催40周年を記念しての展示コーナーなどが設けられた。また、ステージ企画としてコスプレSNSのCureが協力して行うコスプレのステージイベント、千葉市長・熊谷俊人らの参加するシンポジウムや賀東招二、氷川へきる、松智洋によるトークライブ、中夜祭では魔法少女オーバーエイジズ（砂守岳央(沙P)&buzzG&飯田里穂&遠藤ゆりか）、畑亜貴、少女病、angela、上坂すみれ、小林幸子が出演するライブイベントが開催された。
また、黒子のバスケ脅迫事件の影響を受けてC83で『黒子のバスケ』のサークルが参加中止になったことの代替イベントとして、同作品オンリーの同人誌即売会「くろケット」を赤ブーブー通信社とスタジオYOUの協力を得る形で併催された。
超コミケットスペシャル
2015年4月25日・26日に幕張メッセで開催の『ニコニコ超会議2015』内で行われたコミックマーケットの簡易出張版。即売会は行われず、コミケの歴史をたどっていく展示をおこなった。
2020年 コミケットスペシャル開催見送り
2020年は東京オリンピックの開催が近かったことや、GWにC98が予定されていたなどの理由により、コミケットスペシャルの開催が見送られた。

### 日本国外の類似イベント
アニメ・漫画のイベントとしては、日本国外にも以下のようなものがある。
- アメリカ - OTAKON
- アメリカ - ニューヨーク・アニメ・フェスティバル
- カナダ - アニメ・ノース
- オランダ - AnimeCon
- フランス - Japan Expo
- イタリア - Lucca Comics & Games
- ドイツ - Animagic-Connichi
- スロバキア - コミクス・サローン（Comics Salón、秋イベント）、アニメショウ（AnimeSHOW、春イベント） - チェコスロバキア社会主義共和国時代の1988年に始まったSF・ファンタジー・ホラーファンのイベント、イストロコン（IstroCON）が母体。現在のイストロコンは秋のコミクス・サローンと併催。
- スペイン - Salon del Manga
- ルーマニア - Nijikon
- シンガポール - Cosfest
- 台湾 - Comic World Taiwan、開拓動漫祭（FANCY FRONTIER）
- 中国 - ComiCUP、ComicCon、成都ComiDay
- 香港 - コミックワールド、創天綜合同人祭（Creative Paradise）、Rainbow Gala
- マレーシア - Comic Fiesta

参考リンク：世界のコスプレイベント一覧

## コミックマーケット準備会とその関連企業

### コミックマーケット準備会の代表

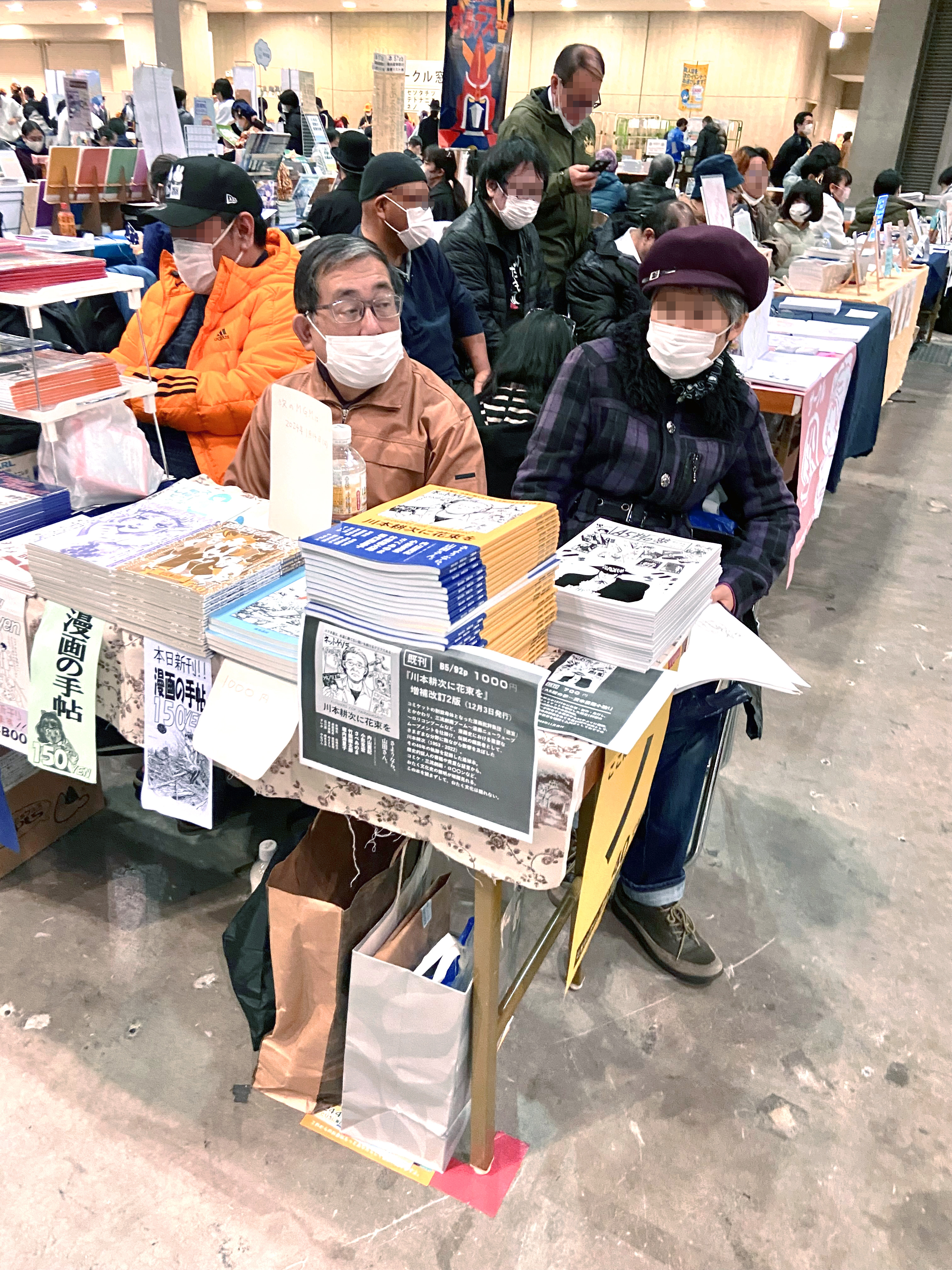
コミックマーケットの母体となった創業者サークル「迷宮'23」のスペース（C103）。左はコミックマーケット準備会初代代表の原田央男。

1. 原田央男 - 1975年〜1979年（C1〜C12）
2. 米沢嘉博 - 1980年?〜2006年夏（C14?[51]〜C70）
3. 安田かほる、筆谷芳行、市川孝一 - 2006年冬〜（C71〜）

初期は「迷宮」による運営で実質的には原田央男、亜庭じゅん、米沢嘉博、式城京太郎の4人が中心となっていた。名称も「準備委員会」だったり「準備会」だったりと、一定しなかった（C1では「準備委員会」）。「準備委員会」の名称は、「『準備する会』ならともかく『準備会』では、言葉の使い方がおかしい」と思った原田の提案だったが、「委員など決める必要はない」「“委員”という言葉は権威主義的」と批判を受け、定着しなかった。また、佐川俊彦によれば、草案に「準備委員会」となっていたのを、佐川は自分の苦手な、左翼運動的な名称と感じた。そこで「準備会」の名称を提案し、認められたという。米沢は、準備会が現在の（独立した組織としての）原形を持つ（ようになった）のは自身が代表になってからとしている。原田は1979年7月28〜29日開催のC12を最後に、準備会の運営から離れた。
その後、米沢は約26年間の長期にわたって代表を務めたが体調不良の為、C70を最後に退任した。後任には副代表だった安田かほる、筆谷芳行、市川孝一の3人が米沢によって指名され、共同代表となった。米沢夫人の米沢英子は代表補佐でもあったが、夫の退任後も補佐に留任し、その後C82を持って代表補佐を退任している。
C69まで準備会は常設の組織ではなくコミックマーケット開催のたびに結成し、終了後解散する形を取っていた。会社設立以降は継続的な日常の業務については有限会社コミケットが請け負っていたが、個人情報保護法の施行によりC70以降は日常の業務も行うようになったため、解散すること無く継続して存在するようになった。

### 有限会社コミケット
コミックマーケットはその会員（イベントの性質に見合った用語を用いるなら、同人）の集会という扱いである。しかしイベント開催規模が大きくなってからは任意団体のコミックマーケット準備会では通常の事務作業とその作業場所の確保、会場借り上げの契約を行うことが出来なくなった。そこで、1985年に株式会社コミケットを設立してそれを行うこととした。後に有限会社（2006年5月より特例有限会社）となり、現在に至る。社長は米沢が準備会代表と兼任していたが、彼の死去により米沢英子が後任となり、その後共同代表の1人でコミケット社員の安田かほるが社長を引き継いでいる。
業務はコミックマーケット準備会からサークル配置データの提供を受け、コミックマーケットカタログを製作。代わりに会場と契約して場所を提供している形になる。その他の業務としては事務所の維持、倉庫の管理、作品集や同人誌に関わる内容の出版も行っている。また、直営店として中古同人誌を取り扱う古書店「コミケットサービス」、同人誌以外の古書・古洋書・ミリタリーグッズを扱う販売店「B-Maniacs」の運営も行っていたが、B-Maniacsは2009年6月末をもって営業を終了、コミケットサービスも実店舗・オンラインショップ共に2017年12月末で営業を終了した。

### 株式会社コミケプランニングサービス
通称CPS。過去にはコミックマーケットカタログやカタログCD-ROM・次回申込書の通販業務を行うほか、コミックマーケットにて同人誌委託コーナーの運営もしていた。
しかし同人誌委託はC71を最後にコーナー自体が中止され（参加者の区分を参照）、通販もC72を最後にカタログ通常版は準備会の直販、CD-ROM版は株式会社クリエイション、次回申込書は有限会社サークル・ドット・エムエスの業務にそれぞれ変更され、3代目代表の体制になってからCPSの排除が行われた。
この間の事情についてコミケット準備会とCPS、双方の公式見解が出されている。また、「運営組織の変遷」も参照のこと。
2008年4月に株式会社シーピーエスへの社名変更が発表された。2010年1月からは社業をプログラマ養成を主としたIT関連事業に転換し、現在のコミックマーケットとは関係無くなっている。

### 共信印刷株式会社
共信印刷は、東京都千代田区の印刷会社。コミックマーケットのカタログや申し込みサークル向けの案内書であるコミケットアピール・サークル参加申込書・コミケットプレスなど多くの準備会発行物印刷を請け負っており、カタログについては創刊からC95までの印刷を担当していたが、C96からは大陽出版の担当に変更された。CD-ROM版カタログについては販売とサポートも請け負っている。かつては一般の印刷も受注していたが、同人誌印刷の受注は少ない方であったが、コミックマーケットのカタログそのものも「同人誌」という扱いであるため、そういう意味では大手とも言える。2009年現在、コミックマーケット準備会との資本関係は一切無い。
2020年9月11日を以て、同人誌印刷の取り扱いを休止。その後、同年10月中旬に企業を解散することを同月9日に発表した。2020年冬のコミケ中止が決まり、それがきっかけで廃業を決意したという。

### 有限会社サークル・ドット・エムエス
サークル・ドット・エムエスは東京都千代田区の企業。2006年にコミックマーケットのサークルオンライン申し込みサービスの開発を委託する流れで設立された。オンライン申し込みサービスはコミックマーケット以外の同人誌即売会でも利用できるようになったほか、これを核として同人作家・サークル向けポータルサイトの運営業務を行い、その中で印刷所検索サイト「印刷Navi」や電子書籍サービス「emes-えむえす-」（2012年終了）の運営も行っている。また、コミックマーケット関連では公式ウェブサイトの管理運営や2012年開始のコミケWebカタログの開発運営を手がけている。サークル・ドット・エムエスは現在も法人としては存在するものの、実務は本社所在地と会社首脳を同じくする株式会社コサットが行っている。

### 株式会社シー・エージェント
シー・エージェントは東京都豊島区の企業。コミックマーケットのカタログ広告、企業パンフレット広告、漫画広告などのカタログ広告全般、ビッグサイト大型ビジョン広告、エントランスホール柱巻き広告、エスカレーター壁広告など会場広告全般、献血応援イベントなどコミックマーケットで行われる付帯イベントを取り扱っている。また、企業ブース運営、漫画グッズ通信販売などを手掛ける。

## 歴史

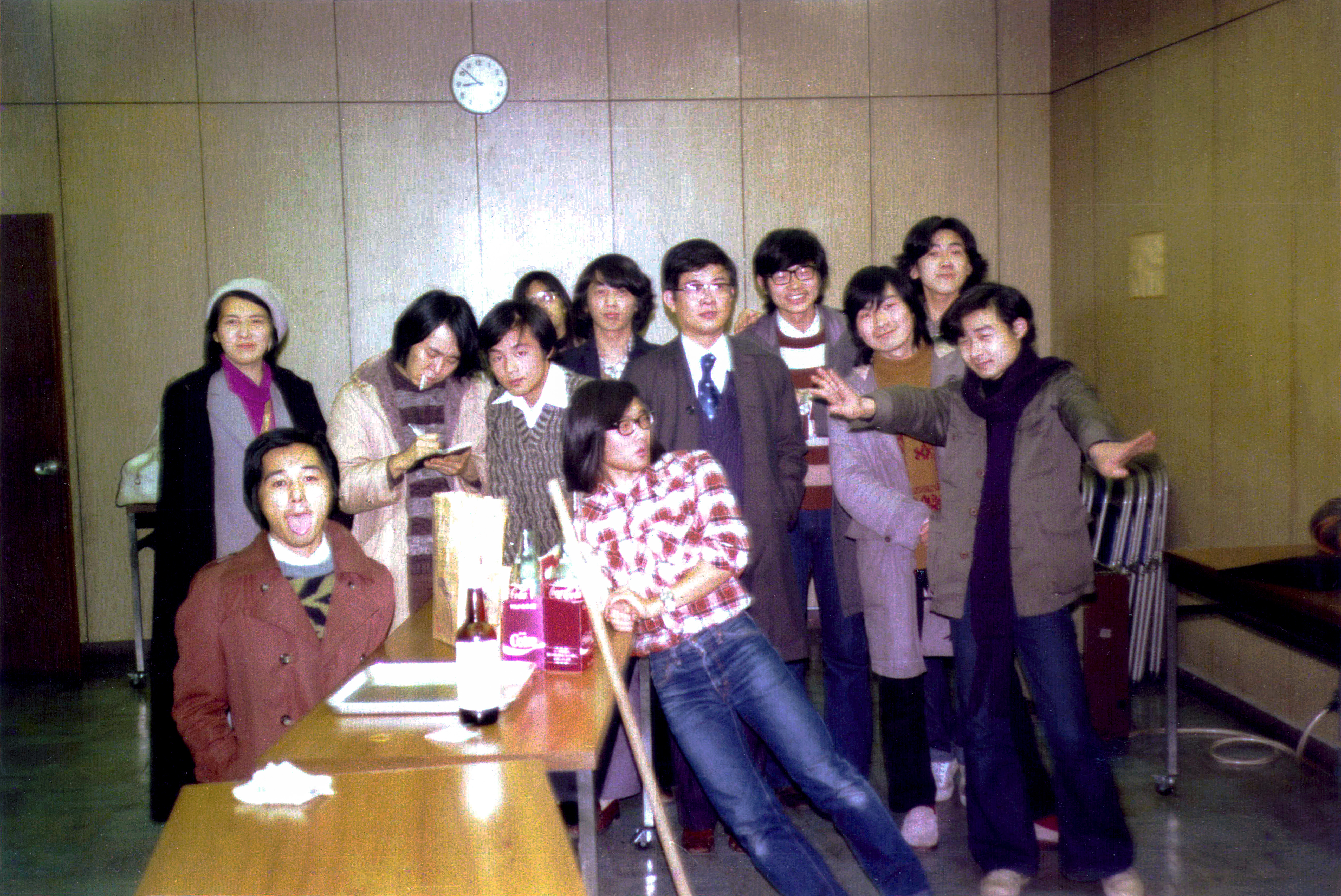
コミックマーケットの創設母体となった創業者サークル「迷宮」のメンバー（1978年）

コミックマーケットの歴史は、創設母体となった同人サークル「迷宮」の歴史であり、同時に開催場所移転の歴史でもある。以下でそれを追っていく。

### コミックマーケット開催まで
コミックマーケットのように自主制作本を頒布するイベントの起源は、1939年にアメリカのニューヨークで行われたワールドコンだと言われている。また1960年代に入ると、漫画・SFや映画などに積極的に興味を示す人々が出現、同時に表現の場としての同人誌が多数制作されるようになった。
1966年12月、長井勝一が主宰する日本初の青年漫画雑誌『月刊漫画ガロ』（青林堂）に対抗して、手塚治虫はオルタナティブ志向の漫画雑誌『COM』（虫プロ商事）を創刊した。その後、同誌1967年3月号で、読者や漫画家予備軍としての同人作家を全国的に組織化する野心的な構想を発表し、これを「ぐら・こん」と称した。すなわち、同人作家のプロデビューの道筋を示したものである。この構想は『COM』の路線転換や休刊（1971年12月号）もあり失敗に終わったが、漫画同人誌に与えた影響は大きかった。コミックマーケット創設者のひとりであり、準備会の二代目代表を長く務めた米沢嘉博は、1975年時点における漫画界の閉塞状況について次のように総括している。
そこで、時代の潮流として大型の同人誌即売会の開催が求められた。そんな中で出現したのがコミックマーケットである。
まんが批評集団「迷宮'75」がコミックマーケットを立ち上げるまでに至った主なきっかけは、SF大会を模して開催された「日本漫画大会」や流行の端境期に直面していた旧来の漫画と漫画評論への反発、そして「ぐら・こん」の挫折を繰り返さず、まんがマニアのための新たなフィールドを作り出すということにあった。グループの全活動を一貫していたものは、単なるまんがマニアに一体何ができるのかという意識である。また「日本漫画大会」を批判したある前回参加者が参加を拒否された事件があったことから「迷宮'75」はこれを告発するとともにコミックマーケットでは批判者を排斥しない理念が形作られることになった。そして「日本漫画大会」や「マンガフェスティバル」などではイベントの一つに過ぎなかった同人誌即売会を独立させ、「ファンのファンによるファンのためのイベント」を目標にした。従って「ぐら・こん」のようにプロ漫画家予備軍ではなく、また「日本漫画大会」のようにプロの漫画家を登壇させる漫画イベントの一つでもなく、ただ同人誌を描き頒布するならば誰でも参加できる「マーケット（＝市場）」となった。
コミックマーケットを企画・主催したのは「迷宮」だが、名目上の主催は当初から「コミックマーケット準備委員会（のちの準備会）」である。実態として両者は表裏一体だが、将来の分離も視野に入れていた。準備委員会の初代代表は「迷宮」同人で人脈の一番広い、原田央男に落ち着いた。

### 日本消防会館会議室
C1（第1回）のコミックマーケットは1975年12月21日、「迷宮'75」の実質的な主催の下、東京虎の門の日本消防会館会議室において、参加サークル32（ただし委託・展示サークルがほぼ半数）、参加者推定700名で開催された。開催前日には合宿も行われ、アニメソングが高歌放吟されたというSF大会の影響の濃いものだったらしい。また、参加サークルの半分近くを学漫（学校内クラブ活動としての漫画研究会）が占め、萩尾望都作品を中心とした少女漫画ファンクラブがそれに次いだ。コミケ準備会によると、入場者の9割余を「中高生の少女漫画ファンを中心とした女子」が占めたという。また、この時「迷宮'75」が頒布した『漫画新批評大系』所収のパロディ漫画『ポルの一族』（原田央男）を端緒とする所謂「やおい」や「BL」の先駆的な同人誌もすでに出されていたとされる。なお、日本消防会館での開催は第1回のみであった。
当時、同人誌といえば一般には文学同人誌を指し、漫画同人誌の知名度は低かった。そこでSFファン向け同人誌の用語として用いられた「ファンジン（Fanzine）」がまだしもわかりやすいだろうと借用し、「まんがファンジンフェア」と名乗った。しかしその後コミックマーケット自体の知名度が上がるに連れ、漫画同人誌を指す用法が定着していった。
このC1以降、春・夏・冬の学校の休みに合わせた年3回の開催が定着する。
この時、冊子型のカタログは存在せず、公式のポスターは迷宮とかかわりがあったサークル・MOBの鈴木哲也が手がけたもので、多色の謄写版で製作された。また、竹本健治は知人の鈴木を介して主催者と繋がりができたことで、第1回に出品したという。

### 板橋産業連合会館から都内各産業会館

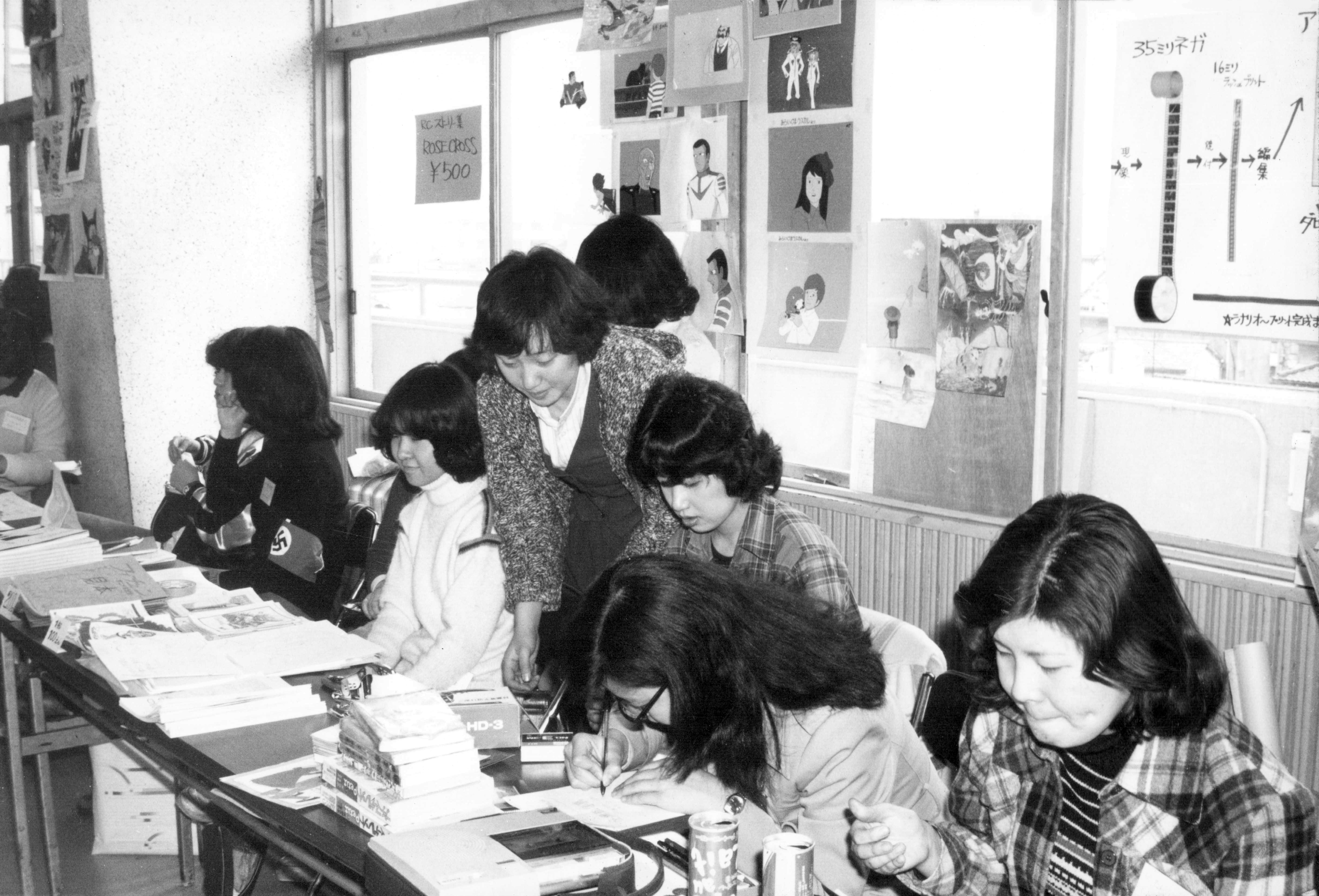
コミックマーケット（C8）。大田区産業会館 1978年4月

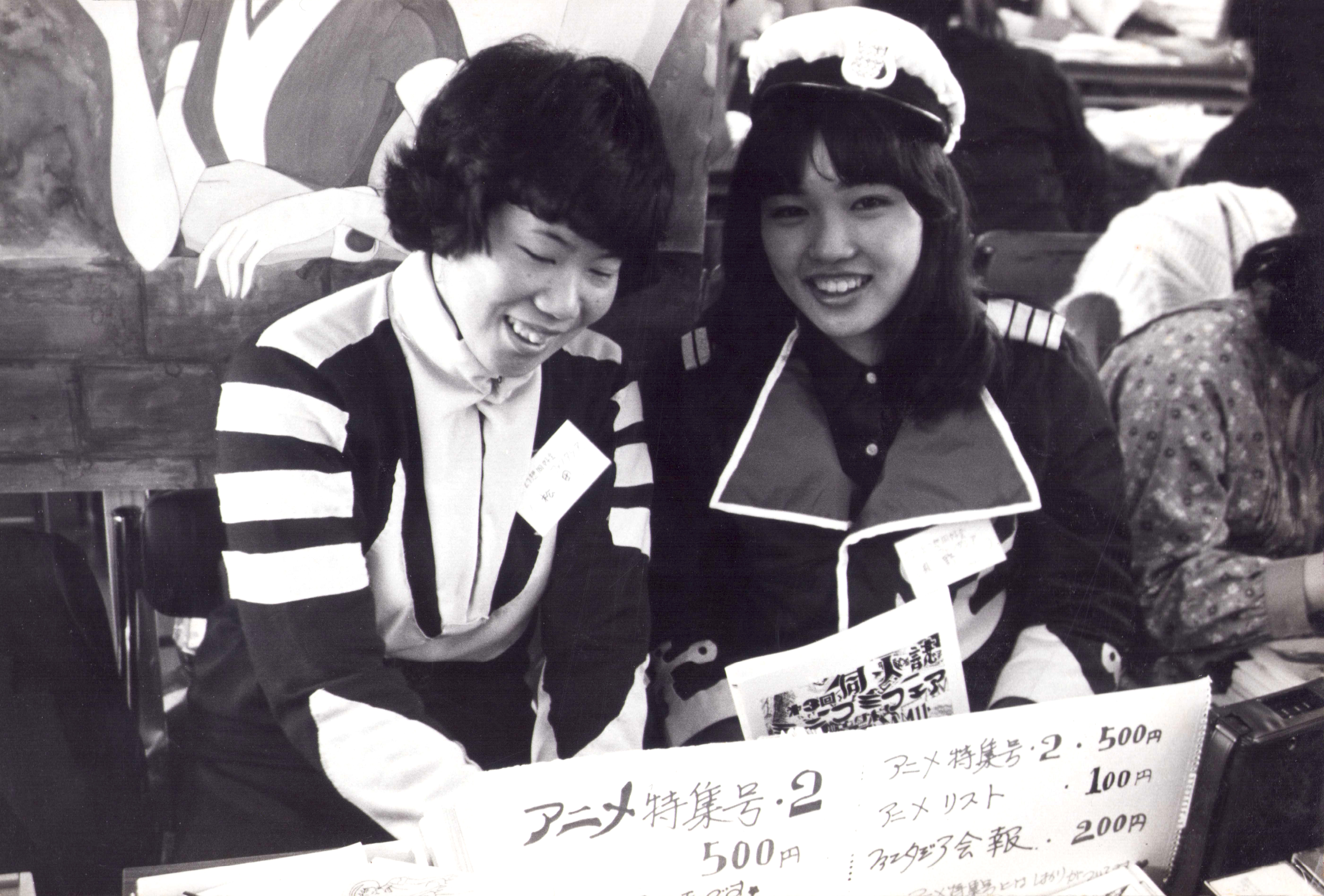
C8に参加した最初期のコスプレイヤーの例（宇宙戦艦ヤマト）

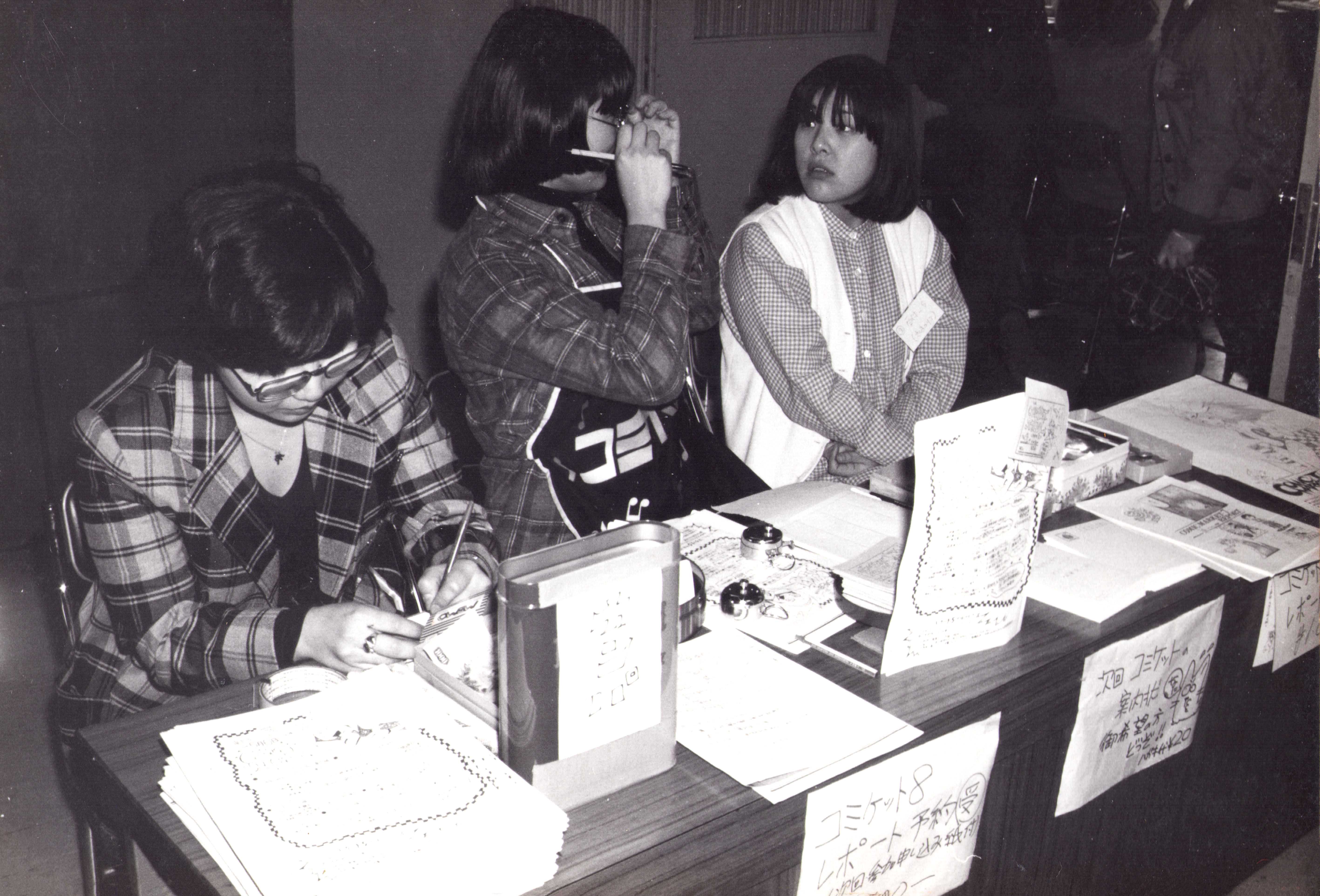
コミックマーケット準備会（C8）

1976年のC2からC4の春・夏・冬コミは、板橋区仲宿の板橋産業連合会館で開催される。この頃はまだ参加サークルは100に満たない状態だったが、1977年春のC5より大田区産業会館に移ったあたりから、入場待ちの行列ができるようになっていく。途中、四谷公会堂（1978年夏・C9）と東京都立産業会館・台東館（1979年夏・C12）をそれぞれ1度ずつ使用したものの、結局1979年冬のC13まで大田区産業会館での開催は続き、そのC13では参加サークル300弱、参加者約4,000人と、規模は確実に大きくなっていった。また、参加サークルにおける学漫（学校の部活動、サークルとしての漫画・同人サークル）の占める割合は低下し、オリジナル創作が増えていった。さらに、『宇宙戦艦ヤマト』などアニメのファンサークルの参加も目立ちだした。とくに同作や『機動戦士ガンダム』のアニメブームと、いわゆる「おたく」が出現したことは、コミックマーケットを牽引する大きな原動力となった。

#### 「迷宮」からの独立
原田は、オリジナル創作漫画サークルの発展を期待していたが、二次創作が主流となり、創作漫画も既存の商業作品の二番煎じと思しき作品のサークルが多かったコミックマーケットの実情は誤算だった。しかし、コミックマーケットの理念として、もとより二次創作を排斥すべきではないと考えた原田は、C12を最後に代表を辞任、この時期を最後に「迷宮」も運営から手を引き、C14からは米沢嘉博が代表に就任した。以降、コミックマーケットは組織として独り立ちしたとされる。その後、原田はコミックマーケットそのものから身を引き、のちに米沢が亡くなるまで再参加することはなかった。のちに原田は「迷宮がやろうとしたのはコミケではない」「つまりコミケに対して迷宮が裏切ったのではなく、迷宮に対してコミケが裏切ったというわけだ」と述懐している。また原田は『コミックマーケット創世記』で26年間の空白を次のように語った。
その後「迷宮」は1980年、創作漫画専門の即売会「まんが・ミニ・マーケット」をコミックマーケットの補完として開催した。これはコミケットの規模拡大で売り手と買い手、作者と読者、さらにはファン同士の交流が薄れ始めたため、適正規模の即売会を別に設けること、また頒布物における二次創作の占める割合が高まったため、純粋な創作同人だけの場を設けるべきではないかという声に応じたためという。まんが・ミニ・マーケットは1981年にMGM（Manga Gallery & Market）と改称。1984年には、MGMの模倣から始まったと自称する世界最大規模の創作同人誌即売会「COMITIA」が創設された。ふたつの即売会は、2021年12月時点でも存続していた。
ちなみに「迷宮」はコミックマーケットから離れた後も、サークル参加の永久スペース取得権を有している。これは、コミックマーケット準備会が帳簿上「迷宮」からの借入金が残ったままになっており、その代償という形を取っているためと言われている。

### 川崎市民プラザから横浜産貿ホール

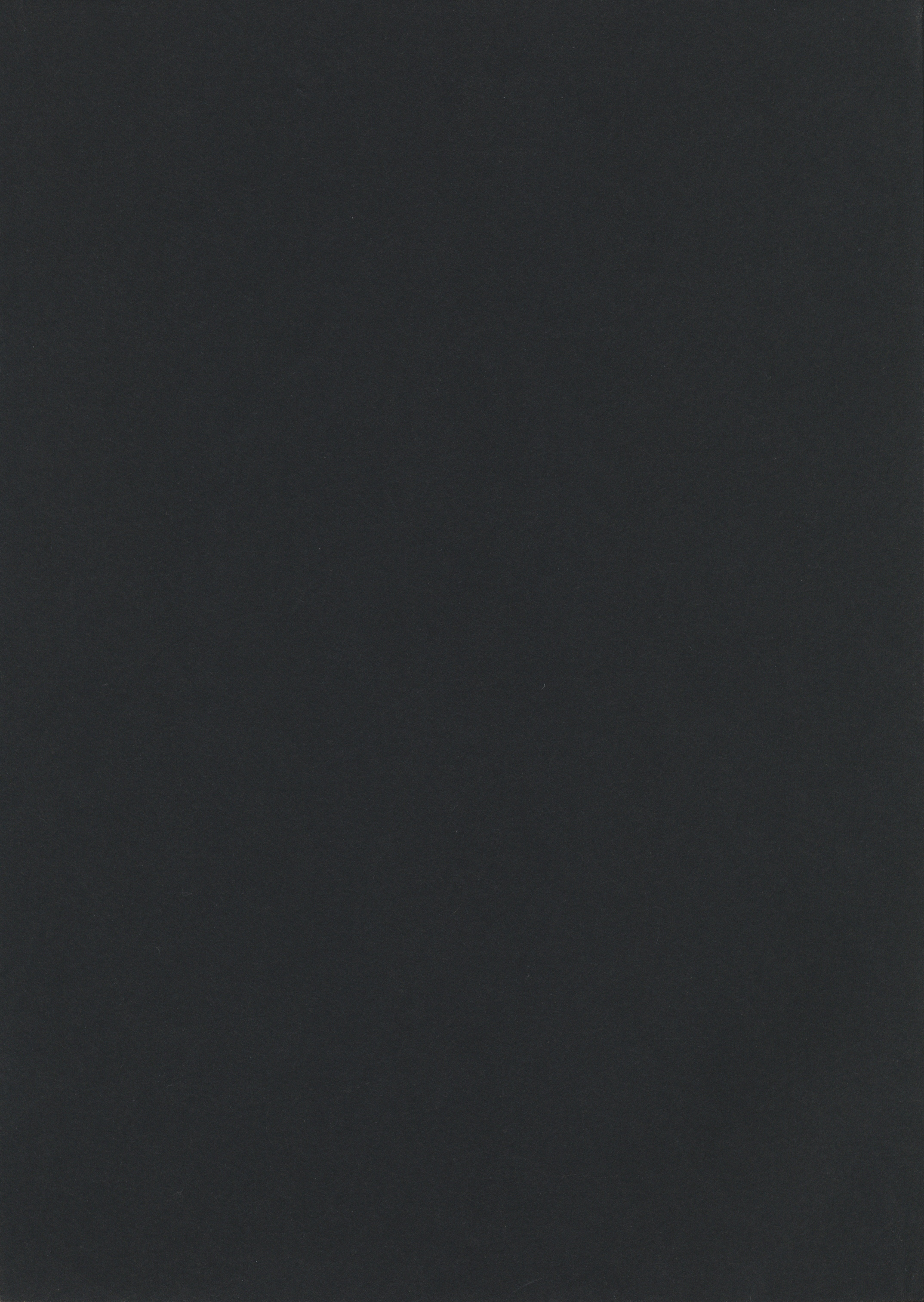
「謎の黒本」と呼ばれた日本初の男性向けエロ同人誌『シベール』

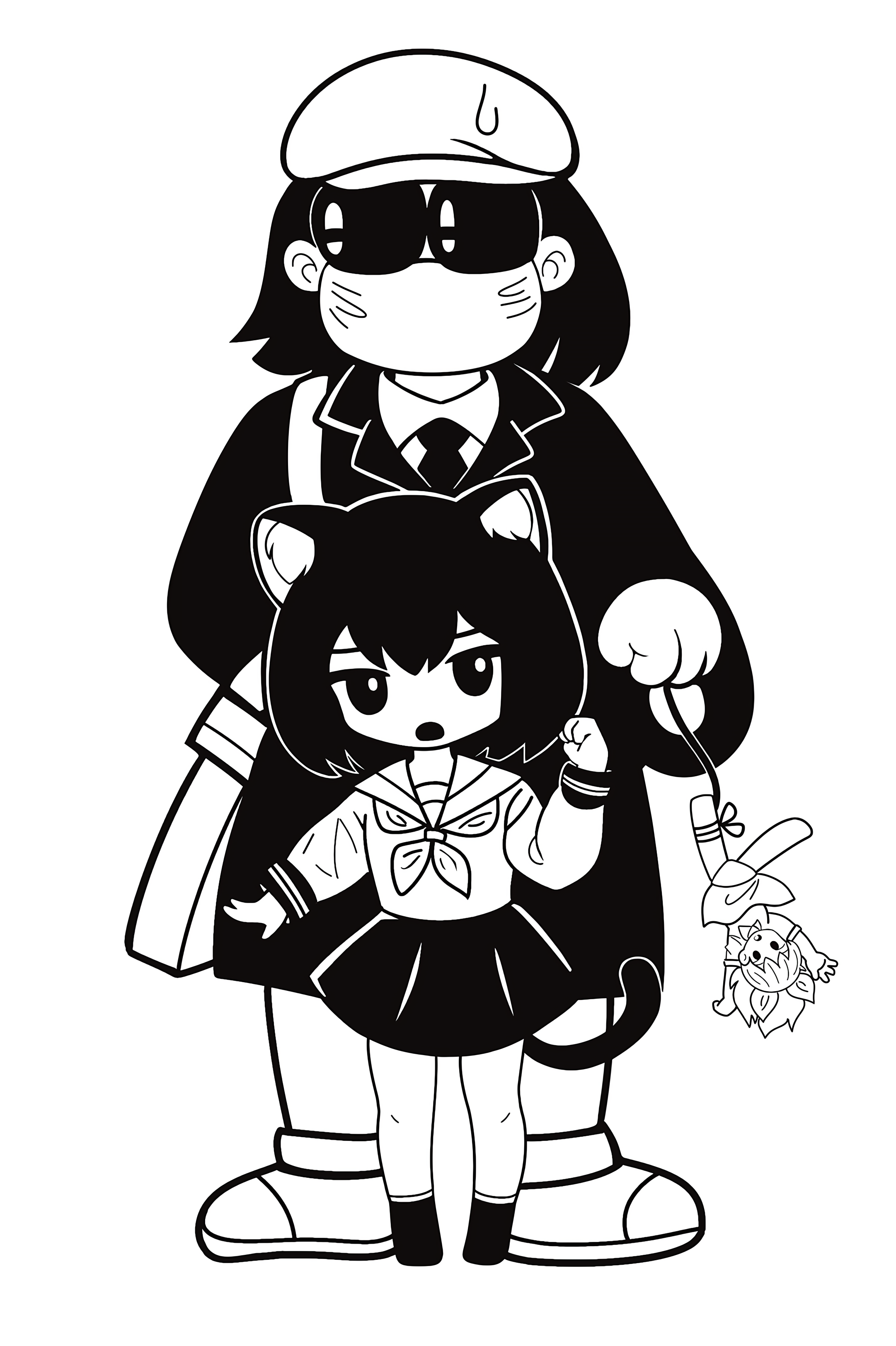
黎明期のロリコン同人誌『愛栗鼠』『シベール』『幼女嗜好』創刊者の蛭児神建。変質者のコスプレで同人誌即売会に出没していたことから当時のコミケの風物詩となった。

1980年春のC14から1981年春のC17は川崎市民プラザで開催され、参加サークル350〜400、参加者約7,000人規模で推移するが、すぐに会場が手狭になった。1981年夏のC18では横浜産貿ホールが使用され、この時初めて2日間の開催を行ったが、ついに参加サークルが500、参加者が1万人を上回った。
換言すれば、この時期まではコミックマーケットといえば女性参加者が主体だったが、この時期より『うる星やつら』のヒットに伴い、同作のサークルが激増、当時のロリコンブームと相まって、男性参加者が本格的に進出。ジャンルとしての男性向け創作の基礎が作られ、わいせつな内容の同人誌、いわゆる「エロ同人誌」（面妖本）が増えた。漫画家の吾妻ひでおや蛭児神建らによる日本初のロリコン漫画同人誌『シベール』（無気力プロ）の行列が館外に作られ、現在の「壁サークル」の走りとなったのもこの時期である。

### 晴海（1期）
1981年冬のC19は、当初川崎市民プラザで開催される予定だった。しかし、そこに主催者の内部分裂騒動が発生し、「反主流派（「クーデター派」「コミケ改革派」などと自称した）」は先手を打って会場を押さえてしまった。「反主流派」の行動の動機については、規模拡大に伴い規制強化が必要と認識したからとも、既に同人界に影響力を持ち始めていたコミケットの名声に目が眩み、乗っ取りを謀ったなどの諸説がある。また、声優を呼んだりアニメの上映会を開いたりできないかとする意見が当時からあったが、コミケットの趣旨にはそぐわないと却下された経緯もあったという（ただし後者は後年、企業ブースとしてコミックマーケットでも実現する）。こうして、コミケット準備会は望まぬまま、晴海にあった東京国際見本市会場（通称：晴海）の使用に踏み切った。なお、分裂した「反主流派」は「新・コミックマーケット」を名乗り、後に「コミックスクウェア」と改称した。しかしいつまで続いたのかは文献が確認出来ず不明である。また、2006年時点で現存する同人誌即売会「コミックスクエア」とは無関係である。「コミックスクウェア」終了後、「反主流派」の流れを汲む人物の一部は「コミックレヴォリューション」開催に加わったとも言われている。

コミケット創設メンバーの高宮成河は、クーデター騒動について「コミケットの歴史に汚点として残る」としながらも、これにより米沢はコミケットを持続する決断に迫られたと述べている。
以後、コミックマーケットの会場は6年間にわたって晴海で行われた。その間も参加サークル・参加者数共に増大を続け、1983年冬のC22において参加サークルは1,000を超え、さらに第1期晴海時代の最後の開催であるC30（1986年夏）には、3,900サークル、約35,000人が参加するに至る。また、この間に1983年以降、1988年の冬コミが中止になったことから、代替として1989年春に開催されたC35を除き、春コミは廃止された。
この間、1985年頃から『キャプテン翼』（『C翼』と略された）が女性サークルに絶大な人気を呼び、商業作品を題材に男性キャラクター同士の同性愛を表現した同人誌を制作・頒布する所謂「やおい」サークルが増加。若い女性参加者を大きく増やすこととなった。1983年より運営スタッフに加わった岩田次夫は、『キャプテン翼』ブームが少女漫画再生の鍵になると見てやおい漫画サークルを激賞。同作そのものは少年漫画であるにもかかわらず、女性がほとんどを占めたことが同人サークルの特異性である。ブームから外れた時期になるが、1992年のC43での公表データによると、『C翼』サークル代表者は男性6、女性1083で女性比率は99%を超えている。少年漫画（特に「週刊少年ジャンプ」作品）サークルが女性中心の傾向は現在でも変わっておらず、むしろ出版社側も利用する動きがある。
また、岩田はサークル情報などの事務管理のコンピュータ化を企画・実行し、急激な作業量の膨張に対応した。これには、参加可能なサークル数を増やすことで人材発掘・育成を進めようという意図もあったという。岩田はスタッフの第一線を退いた後も「イワえもん」の愛称で親しまれ、同人誌評論などの活動で同人界に影響力を持ち続けた。岩田は2004年に死去したが、現在でもカタログや参加申込書にはイワえもんが欠かさず登場する。

### 東京流通センター
商業イベント（コミュニケーションカーニバル 夢工場'87など）との競合により、晴海の確保が不可能になったため、1986年冬のC31から1987年冬のC33まで、平和島にある東京流通センターで開催した。会場面積の減少を補うため2日間開催を実施。この間4,400サークル、4〜6万の参加者を記録した。また、ジャンル別にサークルを割り振るジャンルコードが導入された。

### 晴海（2期）
東京流通センターでの2日開催でも人員・サークルを収容しきれなくなったため、翌1988年夏のC34より、会場を晴海に戻すことになった。この時期に至って事務管理のコンピュータ化が確立し、倍以上の9,200サークルの参加を実現させた。とはいえ、この間も会場の確保に困難を極める状況に変わりはなく、1988年冬に開催予定としていたC35開催に至ってはついに会場を確保できず、年号が平成となった翌1989年3月まで開催延期を余儀なくされる。このため、C34が昭和最後のコミックマーケット開催となった。これが、通常開催としては最後の春コミであった。また、1989年夏のC36では、サークル数1万、参加者数は10万人の大台に乗った。

### 幕張メッセとコミケ追放騒動
参加規模の急激な膨張はとどまるところを知らず、ついには晴海の全館2日使用でさえ収容能力の限界を露呈するほどになったため、1989年冬のC37より、当時日本国内屈指の巨大イベント会場だった千葉県の幕張メッセへと会場を移した。
ところが、有害コミック騒動などの影響で、1991年夏のC40は開催直前に幕張メッセ側から会場の使用を拒否され、急遽会場を晴海に戻さざるを得なくなった。後に「コミケ幕張メッセ追放事件」などと呼ばれる出来事であり、コミックマーケットの歴史の中では最大級の存続の危機となった。

### 晴海（3期）

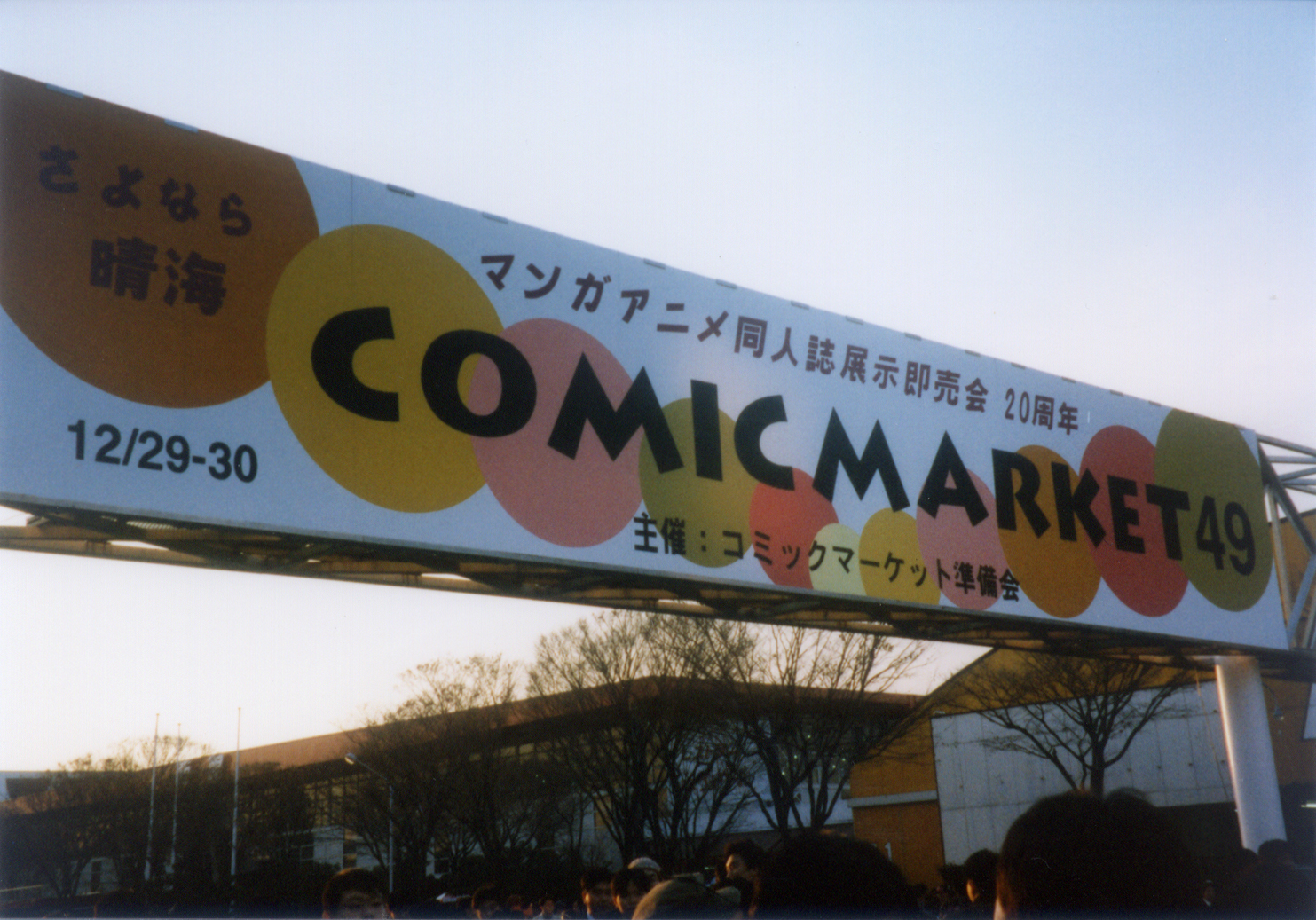
晴海に別れを告げる看板（C49）

以上のような経緯を経て、コミックマーケットは1991年夏のC40から1995年冬のC49まで、三たび晴海に舞い戻ることになる。そのため、しかし、猥褻図画に対する自主規制の強化は避けられず、この時期に見本誌チェックによる規制を導入している。
この時期には1980年代後半の『聖闘士星矢』とその商業的成功の影響を受けて製作された『鎧伝サムライトルーパー』などの所謂美少年アニメが若い女性のアニメファンの間でブームとなり、ファンダムにおける盛り上がりはテレビアニメ自体の放映終了後もなお数年間にわたり持続した。これは同人界・コミケットにも大きな波及を見せ、この時期に大量の同人誌が制作されコミケ内でそれぞれ単体ジャンルとして成立するほどの隆盛を見せた。しかしながら、その多くが「やおい」と呼ばれる男性同性愛の性描写を多かれ少なかれ含むもので、元が子供向けアニメである作品の二次創作としては内容面で非常に問題があると言わざるを得ないものであった上、これらを収録した同人アンソロジーコミックが多数制作されたこと、さらにはこれら同人アンソロジーコミックが著作権などの面で違法性の高い同人誌やコミケットの状況を利用して商業出版の流通に乗せられたことなどは、それ以降のアニメ制作プロダクションやメディアミックス関連企業の二次創作全般に対する姿勢を改めさせる要因の1つとなり、最終的には著作権者である企業の著作権管理の強化にも繋がっていった。この著作権管理の厳格化は、以降のコミックマーケットの同人誌も含めた二次創作全般に大きな影響を与え、そこでは様々な制約の増加や自主規制のさらなる強化という形で影を落とすことになった。とはいえ、これら「やおい」同人誌の隆盛は、以降のアニメ作品でも繰り返され、1990年代半ばになるとさらに発展し、商業出版・同人の枠を超えてボーイズラブジャンルが隆盛する礎となっていく。
参加者の膨張はとどまることを知らず、1992年夏のC42では、入場待ちの長蛇の列に折からの猛暑が加わり、数百人が熱中症で救護室に運ばれる騒ぎになった（所謂「ジェノサイドコミケ」）。また、1995年夏のC48は、開催20周年記念として初の3日間開催を行うなど、イベント自体の規模もまた膨張を続けていく。
この時期のコミックマーケットにおいて特筆すべきは、1992年の『美少女戦士セーラームーン』の登場である。男女両性の読者へ幅広くアピールした同作品の台頭をきっかけに、女性作家による男性向け創作が大幅に増えることとなり、この傾向は以後の『新世紀エヴァンゲリオン』のブームへと続いてゆく。また、1990年代半ばから2000年頃に掛けて、商業出版の男性向け成人向け漫画に数多くの女性作家が登場するその端緒ともなった。
その後、晴海の閉鎖が決定し、1995年冬のC49をもって晴海での定期開催を終了。翌1996年春の「さよなら晴海!! コミケットスペシャル」をもって晴海での開催は終了となった。

### 有明

#### 平成時代（C50-C95）
1996年夏のC50から、コミケは同年完成した東京ビッグサイト（有明）での開催となる。C50の開催はビッグサイトの会場の一部で行われたが、同時開催の他のイベントからの多数の苦情が来たことから、次のC51では、早くも全館貸し切りでの開催となった。1997年夏のC52以降、夏コミは3日間開催が定着、参加サークルは3万を超えるまでに至っており、2013年夏のC84では普段の夏コミの金・土・日の開催ではなく土・日・月の開催となり、普段の2日目と3日目のジャンルが入れ替わる形となった。冬コミについても、L'Arc〜en〜Cielのカウントダウンライブが行われた関係上、1999年冬のC57で3日間開催を実施、2002年冬のC63以降（C67・69を除く）は3日間開催が定着しており、2006年冬のC71以降（C75・87を除く）は大晦日を含む3日間開催となっている。一例として、C81とC87の概ねの日割を紹介しておく。
- C81における3日間開催の日割りは、1日目がゲーム系・芸能・週刊少年ジャンプ作品、2日目は東方Project・VOCALOID・アニメ全般、3日目は男性向け全般・歴史物となっている。
- C87における3日間開催の日割りは、1日目が交通関係・芸能・週刊少年ジャンプ作品、2日目は週刊少年ジャンプ作品以外の漫画作品、ゲーム系、3日目は男性向け全般、評論となっている。

有明に移ってからの1990年代後半は『新世紀エヴァンゲリオン』のブームがコミックマーケットを席巻した。『美少女戦士セーラームーン』や『カードキャプターさくら』などの美少女アニメや、各種対戦型格闘ゲームに続く同人誌バブルともいえるこのブームで、いっそうの活況を呈した。一方でSFジャンルの存在感はさらに薄れ、所謂「萌え」を打ち出した同人誌が急激に増加した。また、Windows 95などのパソコンの普及に伴い、CD-ROM系のPCゲームが登場し、いわゆるエロゲーやギャルゲーなどの同人誌が増加した。この流行は2005年頃まで続いた。

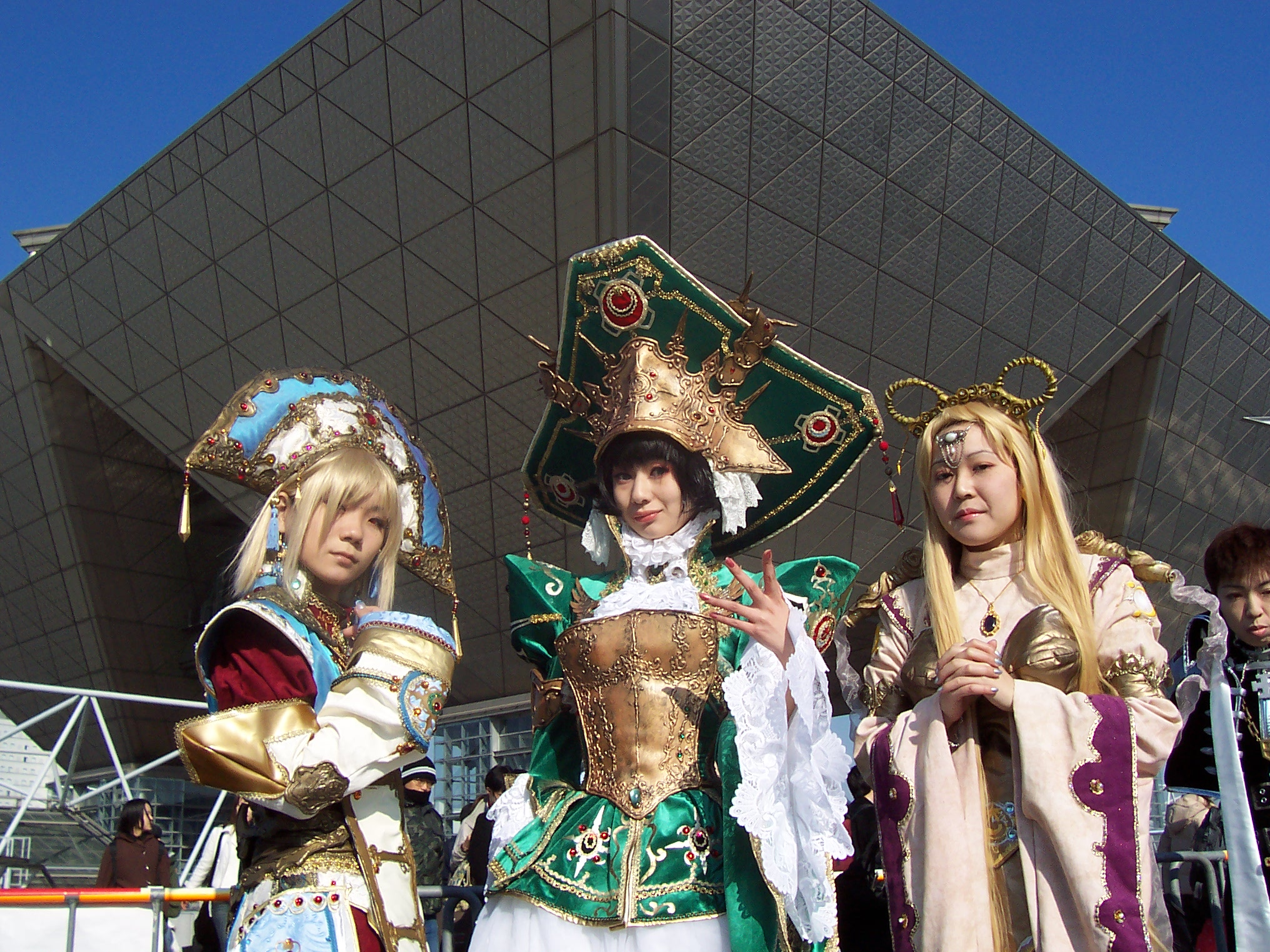
コスプレ（C69）。2005年12月

2000年代前半に入ると、同人ソフト『月姫』や『ひぐらしのなく頃に』、『東方Project』などの登場により、これらの同人ソフトを基にした同人誌という「同人の同人」とも呼ばれる現象（ただし前述の作品は同人といってもオリジナル創作であり、そのパロディなどが出ることは矛盾も重複もしていない）が生じた。これもコミックマーケットの巨大化の一つの現れであった。また、『月姫』については、製作サークルTYPE-MOONがのちに商業メーカーへの転換している。さらに、同作品を題材とした渡辺製作所（フランスパン）製作の対戦格闘ゲーム『MELTY BLOOD』のアーケードゲーム進出、音系の同人に関しても片霧烈火らがメジャーへの道を辿るなど、漫画以外の表現方法についても同人活動をプロへの登竜門とする流れが生まれつつある。
2000年12月のC59よりブロックノート（サークル参加者がイベントの感想や絵を描くノート。幾つかの参加スペースを一つのブロックとしてその中のサークル間で回された）が廃止される。
2006年9月30日、代表の米沢が急病に倒れ、C71より後任の代表は安田かほる・筆谷芳行・市川孝一の共同代表制に移行した（米沢は翌10月1日死去）。
2000年代後半になると、『涼宮ハルヒの憂鬱』、『灼眼のシャナ』、『とある魔術の禁書目録』をはじめとするライトノベルを元にした同人誌が増加、『らき☆すた』や『けいおん!』などの深夜アニメも大人気となり、その関連同人誌も増加した。さらに、YouTubeやニコニコ動画という動画サイトの誕生や、イラストサイトPixivの開設などで二次創作の活動場所が広がり、コミケのおしながきやサークルの宣伝がされるようになった。また、2006年頃から東方Project関連のサークルが急増し、アレンジ楽曲やボーカルアレンジなどを出すサークルが現れた。
また、この頃からジャンルの超多様化（従来の同人活動の概念を逸脱する、オリジナルアクセサリーなどのサークルも出現）が発生している。2006年冬のC71では現役の声優である堀江由衣が自らがパーソナリティを務めるラジオ番組の企画で設立したバンド・黒薔薇保存会の作品を後述する企業ブース内で販売した実績があり、日本国内のあらゆる「表現」を呑み込んで今もなお成長している。2007年冬のC73では、VOCALOIDの初音ミクと鏡音リン・レンが発売され、オリジナル曲が発表・頒布されるようになった。コミケは漫画家・作家・イラストレーターのみならず、声優や歌手などのプロ活動する人物が自ら活動の発表の場の一つとしてサークル参加を行うようになった。

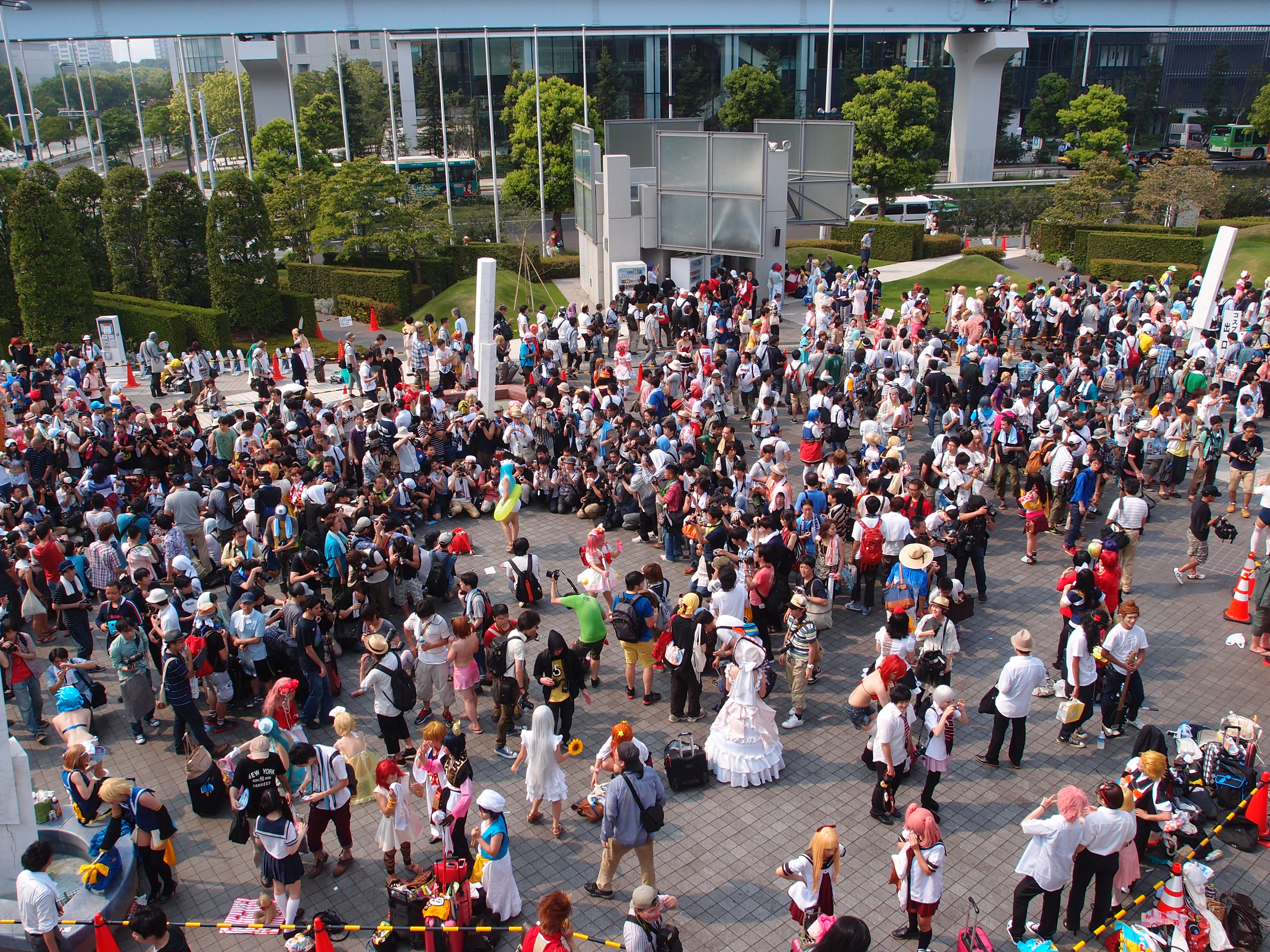
コミックマーケット（C84）。2013年

2010年代に入ると、2011年夏のC80では『魔法少女まどか☆マギカ』のブーム、2012年冬のC83以降は『ガールズ&パンツァー』のヒットによって所謂「萌えミリ（萌え＋ミリタリー）」が新たなジャンルとなった。また、この年代からブラウザゲームやスマートフォンのアプリゲームから生まれたジャンルが増えたことも特記する点である。特に2013年夏のC84からは『艦隊これくしょん -艦これ-』のサークルが爆発的に増加し、2015年夏のC88からは『刀剣乱舞』などのブラウザゲームの同人サークルが激増した。このため前者はC86、後者はC89からジャンルコードに指定された。
2014年夏のC86では、演歌歌手の小林幸子が、これまでVOCALOIDを使って発表された楽曲をカバーした（歌ってみた）CDを製作、個人サークルとして参加し自ら手売りを行ったことが大きな話題となった。叶姉妹は、2016年冬のC91では来場しただけでも大きな話題となり、C92、C93ではサークル参加し、2000人を超える列ができた。
スマホアプリゲームの普及に伴い、『あんさんぶるスターズ!』『アイドリッシュセブン』『A3!』のソーシャル乙女ゲーム御三家や『グランブルーファンタジー』などを扱う同人サークルも増えている。C92では『けものフレンズ』、C93ではスマホアプリゲーム『Fate/Grand Order』や『Fateシリーズ』の人気に伴い、C93では『TYPE-MOON』関連のサークルが急増した。また、『アズールレーン』などの中国発のブラウザゲーム作品の同人誌を出すサークルやバーチャルYouTuber等のYouTube発祥のコンテンツの同人誌を出すサークルが出てきた。また、最近では中国や台湾、韓国など東アジア諸国からのサークル参加者も増えてきている。
有明移転後のコミックマーケットで特筆すべき点は、会場建物の構造上の問題からサークルスペースとしての運用が難しい西地区4階フロアを、コミックマーケット準備会が企業に販売・プロモーション・市場調査のスペースとして提供する「企業ブース」の本格的導入である（1996年冬のC51より）。企業ブースについては、初めて導入された晴海のC48（この時は新館2階奥半分を使用）にも導入がされており、企業の参加に関する趣旨について、C48の反省会時に当時の米沢代表より説明がなされていた。やがて企業ブースの常態化に伴って当初ほど批判の声は聞かれなくなり、企業ブースで販売・配布される限定商品を目当てに来場し、同人誌には目もくれない「企業専」と呼ばれる来場者たちも出てきているほどである。企業側でも、コミックマーケットが貸し出す企業ブースは高い販売効果が望めるプロモーションの場として注目されていると言われている。その結果、2000年代に入ると同人サークルなどと同様に抽選によって落選する企業まで出る事例もみられるようになり、2009年以降は企業ブースに落選した美少女ゲームメーカーの中にはコミックマーケット開催日前日に開催される「秋葉原電気外祭り」へと出展するケースもある。また、従来ではアニメ、ゲームなどに関する企業の出展が中心となっていたが、2012年夏のC82にグーグルが、同年冬のC83にマイクロソフトが出展すると、これまで企業ブースでは見られなかった一般的な企業・団体が出展するようになり、中には雪印メグミルク（雪印コーヒー）、サントリーフーズ（オランジーナ）、日本国際映画著作権協会（NO MORE 映画泥棒）（いずれもC84〜）、ディズニー（C85、『エンダーのゲーム』のPR）、本田技研工業（C86）、浜松市（C101、『夢見る男子は現実主義者』のPR）といった多様な企業がプロモーションの場として活用している。C87ではNHKが初の出展を行った。
会場利用の面でも企業ブースへの来場者が増えたことから、2008年夏のC74より安全面を考慮し、西地区4階フロアを全面的に企業ブースとして使用し、屋上展示場を来場者待機場所に変更、従来まで屋上展示場を使用していたコスプレ広場を北コンコースレストラン街そばの庭園に移転、同年冬のC75からは庭園と1・2日目は屋外展示場、3日目は屋外展示場が駐車場として占有される代わりに企業ブース待機列が少なくなる屋上展示場を開放して併用する形となる。その後ブリッジの慢性的混雑緩和のため東1ホールと西1ホール間の公道を試験的に通行出来るようにし、その後本運用するようになった。2012年冬のC83からはコスプレ広場を「コスプレエリア」と名称変更し、トラックヤードやエントランスプラザもコスプレの場として開放、さらに2014年夏のC86からは屋外展示場を全日使用開始体制を取ったが、3日目にトラブルが起きたため、念のために確保していた有明西ふ頭公園を急遽使用し、続くC87では正式にコスプレエリア化した。また、2009年夏のC76では会議棟の国際会議場でシンポジウムやステージイベントを開催、ついに東京ビッグサイトを全面使用する体制となった。
2013年夏のC84において、2日目の東ホールにてコミケに訪れた大勢の来場者達の身体から発せられた汗などの水分によって水蒸気が発生し、ホールの天井付近に溜まっていった水分が会場内の空調（冷房）によって冷却された結果、水蒸気が凝結して室内に白い霧のようなものが発生する現象（通称「コミケ雲」）が発生したといわれる。この現象は晴海時代にも目撃されているが、有明では近年においてはこれが初めてとなる。

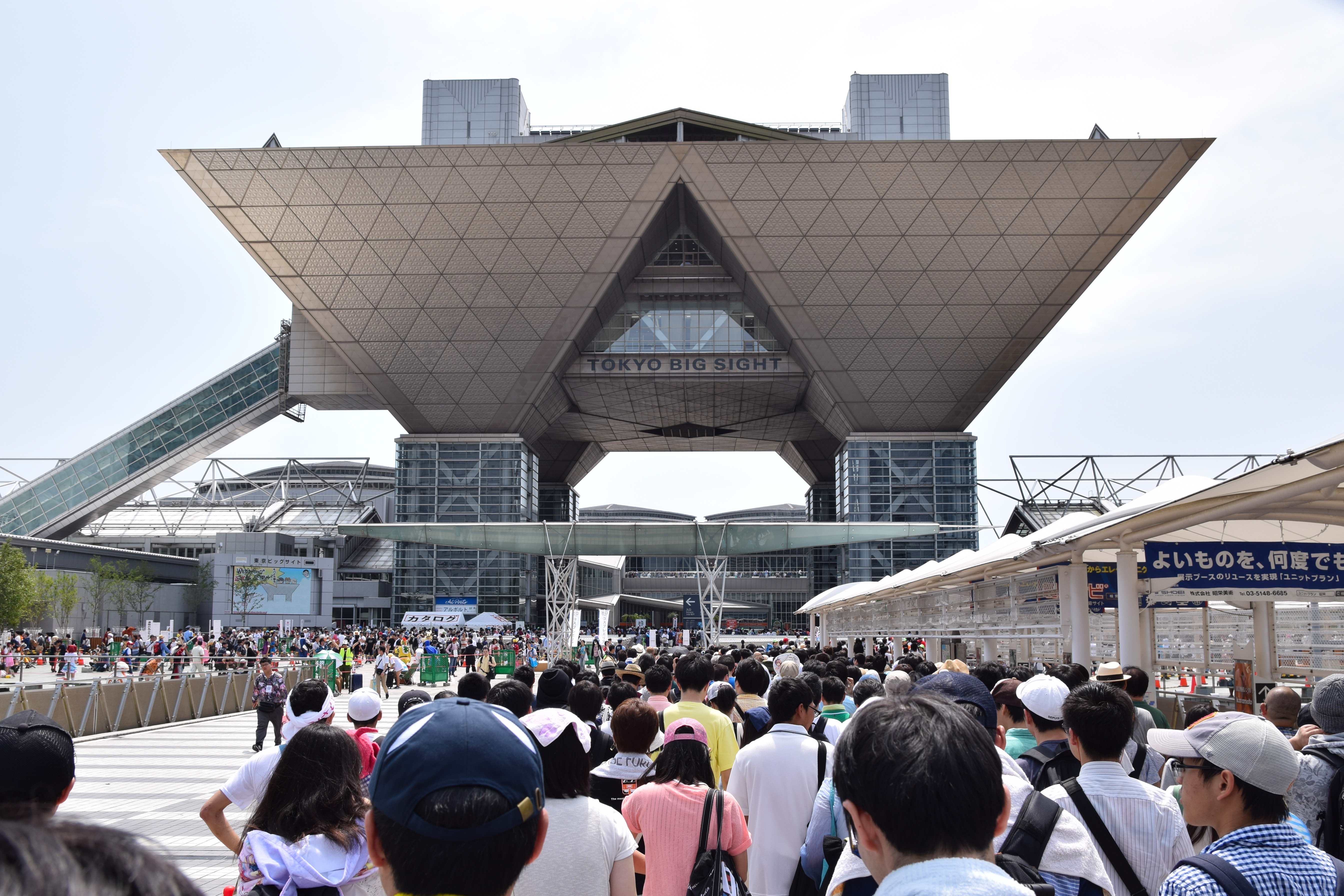
コミックマーケット（C90）。東京国際展示場 2016年8月

2016年夏のC90では2020年の東京オリンピック・パラリンピックに向けた西ホール拡張棟建設開始や企業ブースの慢性的な混雑に伴い、企業ブースを西地区1階に移動して会期から最終日を削減した2日間のみにし（2日目の企業ブースは16時で終了）、サークルの配置も西4階も含めて変更したほか、ビッグサイト前交差点の横断も可能にし、庭園と東4・5・6ホールトラックヤードへのコスプレしたままでの行き来や、東京臨海広域防災公園で2014年冬のC87から併催されている「有明防災フェア」へのコスプレでの来場（実質的なコスプレエリアとしての使用）が可能となった。企業ブース出展期間が短縮された件に関しては、売上面では「初日で6割、2日目で3割」という状況から「大きな問題はない」と見る一方、プロモーション面では「コミケは体験する楽しみもある。最終日のダラダラ感も大事」「業界関係者が一堂に会しての意見交換をする時間がなくなる」などの指摘も見られ、これに関連して「出展企業も手慣れてしまい、サプライズがなく、プロモーション効果も弱くなっている」とマンネリ感に陥っている事や、「（個人サークルとして一般ブースに出展した）T.M.Revolutionの西川貴教や叶姉妹に対抗し得る、パワーのある作品を生み出せていない」という手厳しい意見も見られる。続くC91では東地区に新たに完成する東7・8ホールの使用を開始、最大規模での開催となったが、今後もビッグサイトの工事等に合わせてホールの使用形態が変わることになる。C91では後に「ラブライブ!スーパースター!!」の唐可可役に抜擢されるLiyuuが初めて来場したことも大きなトピックスであった。2017年開催のC92、C93ではサークルは東地区のみの配置となった。（西は企業のみであった）2018年のC94では西2ホールの工事完了にともないサークルは西地区への配置が再開され、企業は初の西地区と東地区との2か所配置となった。平成最後のコミックマーケットとなったC95では『みんなで筋肉体操』の小林航太がコスプレ参加し、大きな話題を集めた。

#### 令和時代（C96から現在）
元号が令和に変わった初のコミケとなったC96ではオリンピック・パラリンピック開催準備のため東地区を使えず、西展示棟および南展示棟をサークル配置とし、青海会場を企業ブースとして初の4日間開催となった。C96では準備会公式ツイッター発表で73万人の参加者とコミケ史上最大の参加者数となった。

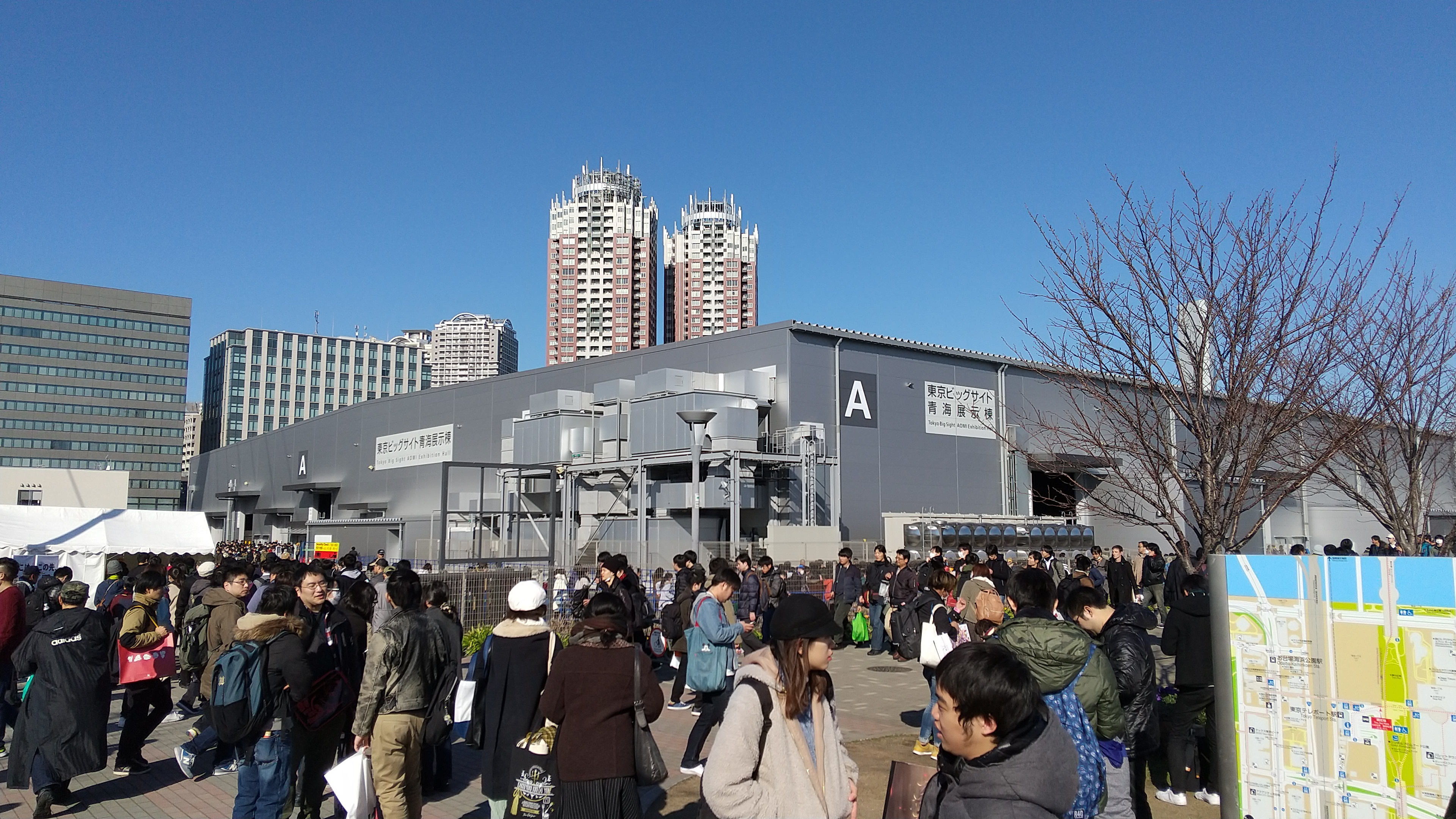
コミックマーケットC96とC97では、青海展示棟に企業ブースが設置された。画像は2019年12月（C97）

2019年開催のC96、C97および2020年5月開催予定のC98はコミケ史上初の4日間開催であることが発表された（但しC98は中止、理由は後述）。また、東展示棟において東京オリンピック関連の一部占用が始まるため、C96よりサークルについては西展示棟ならびに2019年に完成した南展示棟とし、企業ブースについては別地区である青海展示棟が使用された。会場外の待機スペースとして確保できる面積が縮小された関係で、後半2日間の一般参加者の待機場所を確保するため、企業ブースが前半2日間に縮小されることになった。また、この4日間開催期間中は運営費用負担増のために一般参加者も有料化され、冊子カタログに付属または別途購入するリストバンドがないと入場できなくなった。そのC96では、第25回参議院議員通常選挙で比例当選を果たした山田太郎がサークル参加、現役国会議員がコミックマーケットに参加すること自体異例の出来事であった。冬に行われたC97ではなかやまきんに君が成長したゴン＝フリークスのコスプレで参加して話題を集めた一方で、2020年12月14日にLiyuuが「ラブライブ！スーパースター!!」の唐可可役に抜擢されたことでスケジュールの調整が困難になったことを理由に、コミケに来場したのはこれが最後となった。

##### 新型コロナウイルスに伴うコミケのない空白の2年間
2019年冬のC97に続いて2020年夏に開催予定であったC98は、東京オリンピック・パラリンピックの開催時期と重なることもあり、開催日を5月2日 - 5日のゴールデンウィーク期間に前倒して開催される予定であった。
しかし、2019年冬に発生した新型コロナウイルス（COVID-19）の世界中への感染拡大により、日本政府が2020年2月に決定した大規模イベント自粛要請や開催時の影響などを鑑み、同年3月27日にC98の開催中止が発表された。開催が決定していたコミケが中止されるのは、1975年の開始以来初めてのことである。東京オリンピック・パラリンピックも1年延期になるが、C98の延期はなく。次回の冬の開催番号はC99となるため、C98は開催番号としては初の欠番となった。C98の冊子版カタログについては、すでに印刷製本されていたために書店などで販売され、C98限定で電子書籍版も販売された（今後のコミケの開催存続に関わることから、コミックとらのあなとメロンブックスはC98の冊子版カタログの売上全額をコミックマーケット準備会に還元することを表明している）。そのためカタログには欠番はなく、カタROMについては製造されなかった。
その後、新型コロナウイルスの更なる感染拡大に伴い、2020年4月7日に日本国政府より新型インフルエンザ等対策特別措置法32条1項に基づく緊急事態宣言が発令され、東京ビッグサイトの使用ができなくなった。
なお、本来の開催期間だった2020年5月2日 - 5日は「緊急事態措置を実施すべき期間」と重なったこともあり、「コミックマーケット98」という証を残すべく、『がんばろう同人!』プロジェクトの一環としてTwitter上にハッシュタグとして｢#エアコミケ｣を付けたつぶやきを上げることにより、C98が実際に行なわれたように振る舞う架空のイベント『エアコミケ』が準備会主体で開催され、その公式Twitterでは本来の設営日である5月1日からリアルタイムで実際の時間に行なわれるはずだった出来事の過去の画像・映像が、実際の時間に合わせて投稿された。その際、一斉点検のジングルおよび開会・閉会のアナウンス（C98各日仕様）も実際の時間に合わせて投稿されている。準備会は「東京ビッグサイトは緊急事態宣言発令を受けて全館休館となっているため、絶対に東京ビッグサイトの近くには行かないでください。ビッグサイト周辺にスタッフはいません。」と強い警告を出していた。
2020年7月12日、冬に開催予定であったC99についても、新型コロナウイルス感染症拡大防止の観点と、東京オリンピック・パラリンピックの開催延期に伴い東京ビッグサイト東展示棟が使用できないことを受けて開催を断念し、2021年のゴールデンウィークでのC99の開催を目指すことを正式に決定した。
同年11月17日に、C99（旧C99）を2021年5月2日 - 4日の3日間で開催することを発表するが、新型コロナウイルスによるさまざまな制約条件の下、1日数万人程度の来場者の規模とならざるを得ないと考えられるとしている。サークルの募集数は約2万3000で、C97の3万2000サークルから9000減になり、サークルに配る入場チケットも3枚から2枚に減り、一般参加の入場には事前の参加証購入が必要で、参加証を持たない人が自由に入場できる時間帯はない。その上で、購入希望者多数の場合は一般参加も抽選になる可能性があるとしている。参加者の負荷軽減の観点から青海展示棟は使用しない。また、特定の条件に該当する参加者に対しては、来場を自粛もしくは入場を拒否する旨を公表している。
12月30日 - 31日には、Twitter上にハッシュタグとして｢#エアコミケ2｣を付けたつぶやきを上げることにより、冬コミが実際に行なわれたように振る舞う架空のイベント『エアコミケ2』が準備会主体で開催された。専用の公式ホームページも作られ、開催期間中は午前10時からYouTubeにてコミケスタッフによる生放送も配信された。その際、開会・閉会のアナウンス（エアコミケ2各日仕様）も本来の時間に合わせて番組内で流されている。2021年5月2日 - 4日には、Twitter上にハッシュタグとして｢#エアコミケ3｣を付けたつぶやきを上げることにより、C99が実際に行なわれたように振る舞う架空のイベント『エアコミケ3』が準備会主体で開催された。初日には、まんがレポート（まんレポ）特別版が公開された。
これにより、コミケ誕生から45周年だった2020年はコミケが通年で開催されなかったという異例の年となり、当初2021年夏に予定されていたC100は更に2022年夏に延期された。東京ビッグサイトの関係者は「年末年始が全館休館になったことは開場以来初めて」と異例の事態を物語っていた。
同人誌の印刷業務を一手に引き受け、市場規模の拡大と共に急成長してきた印刷業者は、相次ぐコミケの開催中止や延期に伴う受注減少で打撃を受け、中には従業員の勤務日数縮小や来年度の新卒採用を見送ったり、会社自体の廃業や倒産などの影響が発生した。
その一方で、2020年9月17日には「マンガファンを愛するコミックマーケットに感謝と更なる発展を祈って」として、第49回日本漫画家協会賞特別賞がコミックマーケット準備会に贈られている。
2021年3月8日、3月7日までの予定だった1都3県に出された緊急事態宣言が3月21日までの2週間の延長になった影響により、イベントにおいて10,000人を収容人数の上限とする経過措置期間が2021年GWまで延長される可能性を考慮してC99（旧C99）の開催を延期し、2021年冬のC99（新C99）開催を目指すことを正式に決定した。
延期発表後、4月12日に東京都に蔓延防止等重点措置が発動されたのち、4月23日に緊急事態宣言が発令・同月25日に施行された結果、東京都からの通告で東京ビッグサイトの使用が禁じられた。

##### 開催再開（C99 - ）
2021年8月2日、2019年冬以来2年ぶりとなるコミックマーケット99（新C99）を同年12月30日から31日までの2日間で開催することを発表した。翌C100以降も2日間開催となる。コミックマーケットの2日間開催は、2005年冬のC69以来16年ぶりのことである。なお、新型コロナウイルスの感染状況の経過次第では再延期の可能性も示唆していた。
強制的ではしないとしながらもワクチンの接種を奨励し、11月12日に来場者予定を55,000人とするのに合わせて『ワクチン・検査パッケージ』の導入と技術実証に参加することを表明した。これにより、C99の入場には2回接種してから14日を経過したことを示す『ワクチン接種証明』（予防接種済証、ワクチン接種証明書、接種記録書及びTOKYOワクションアプリのいずれか）又は『PCR検査結果での陰性証明』が必要条件となった。
C99の冊子版カタログについては印刷しなかったことから、冊子版カタログで初めて欠番が発生した。また、フリー入場の廃止およびアーリーチケットの導入、東西間のホール移動制限、無銭参加するコスプレカメラマンが後を絶たなかったことによる防災公園の使用取りやめおよび「有明防災フェア」の同時開催取りやめなど、新たな感染症対策を講じた。11月10日には、Cygamesから『ウマ娘 プリティーダービー』の性的描写および暴力的描写に関する二次創作の禁止が発表された。この影響は多岐に渡り、多くの印刷会社がウマ娘の成人向けの製本や、書店での委託を禁止する方針を固め、多くのサークルがウマ娘の成人向け作品の頒布を自粛するほど影響が大きかった。
そして同年12月30日・31日、ついにコミックマーケット99（新C99）が開催された。当初、不安視されていた徹夜組や、国際展示場駅における始発ダッシュが確認できなかったことから、フリー入場の廃止およびアーリーチケットの導入による一定の成果を挙げることができた。その一方で、感染症対策を理由に参加を辞退したサークルも少なくなかった。
C99では、会場への新たなアクセス手段として、ジェイアールバス関東が東京駅 - 国際展示場駅 - 東京ビッグサイト - 東京港フェリーターミナル間の路線バスの運行を開始した。C99期間中は多くの利用があり、東京駅や東京ビッグサイトには乗り場に係員が配置され、混雑状況により臨時便の運行もされた。また、江ノ島電鉄300形の夜間試運転の際に騒がせた、江ノ電自転車ニキことHome taco barの店主がサークルとして参加し、話題を集めた。2020年秋季にテレビアニメが放送され、なおかつ東京ビッグサイトが虹ヶ咲学園として登場した関係上、『ラブライブ!虹ヶ咲学園スクールアイドル同好会』のコスプレをしたコスプレイヤーが激増した。
2022年夏開催のC100では記念ロゴが作られ、準備会は「C100で頒布するものに限り、C100記念ロゴを使用しても良い」という特例が設けられた。TYPE-MOONの竹箒がC74以来の出展、C95のカタログ表紙を描いたワダアルコもサークル参加、「3月のライオン」等で知られる羽海野チカが1999年のC57以来の出展、羽海野チカのサークルにはマフィア梶田が売り子として参加し、大熱狂に包まれた。また、2022年1月17日よりゆうちょ銀行ATMの利用手数料が設定されたことを受けて、準備会から「東京ビッグサイトにあるゆうちょ銀行のATMで金を引き出す際、曜日と時間によっては手数料を取られます」と改めて注意喚起が出された。

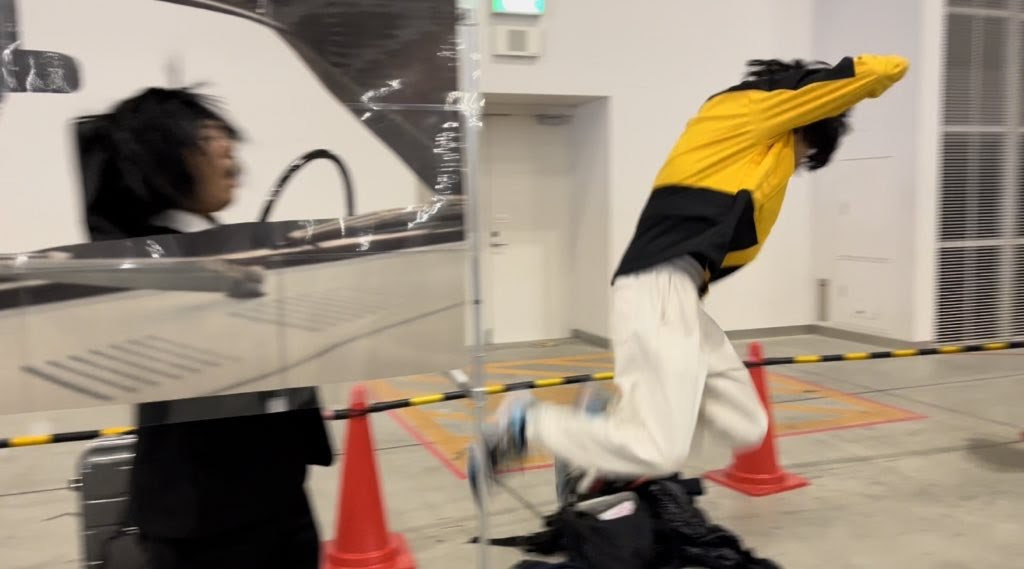
宮本浩次に撥ねられる米津玄師のコスプレ

2022年冬開催のC101では参加可能人数を拡大、2022年のトレンドとなったテレビアニメ『ぼっち・ざ・ろっく！』の作者であるはまじあきが参加したことにより、列が非常に長くなったことを確認し、はまじが準備会にスペースの位置を移動するよう要望を出したほどであった。『仮面ライダー龍騎』で秋山蓮 / 仮面ライダーナイトを演じた松田悟志がサークル参加し、コスプレ広場にも顔を見せ、仮面ライダー王蛇のコスプレをしたコスプレイヤーとの共演が実現する。その後、『仮面ライダーギーツ』のコスプレをしたコスプレイヤーも加わった。また、同年インターネット・ミームになった『車道で叫ぶ米津玄師を叫びながら撥ねる宮本浩次』というマニアックなコスプレも登場。この撥ねられる米津玄師のコスプレや、チェンソーマンのキャラクターとともに小走りで行進する米津玄師のコスプレが香港のメディアでも取り上げられるなど話題になった。『ブルーアーカイブ』の統括プロデューサーであるキム・ヨンハが来日し、Yostarブースとブルーアーカイブの同人誌を扱うサークルを視察した。これがきっかけでC102でブルアカを扱うサークルが急増し、C103でジャンルコードが独立した。
2023年夏開催のC102では、コロナウイルスが5類に移行したことにより、入場制限を撤廃した。この年の4月1日に国際展示場駅まで延伸した東京BRTは、新橋駅と国際展示場駅の間を約17分で結び、運賃も220円とゆりかもめより安く、より多くの人を運べる連節バスも運行しており、多数の利用客を集めたことで臨時便も出したが、新橋行きの途中バス停で乗れない事態が多発、C103以降で途中停留所に停車しない直通特急が設定される契機となった。
2024年夏開催のC104では、テレビアニメ『ガールズバンドクライ』のキャラクターデザインを務めた手島nariがサークルとして出展し、完売した時は拍手が起こった。漫画『2.5次元の誘惑』がちょうどテレビアニメが放送中だったため、ヒロインである天乃リリサが扮するキャラクターであるリリエルのコスプレが多数見受けられたほか、東京ビッグサイト駅と国際展示場駅でゲーム「天使たちのステージ」の大規模プロモーションを実施した。
2024年11月16日より放送開始の大塚製薬「ボディメンテ」のテレビCMでは、同年冬開催のC105に向けて奮闘する同人作家と、準備会スタッフとして参加しながらSNSで作家を応援するファンを描いた内容になっており、それぞれを門脇麦と富田望生が演じ、一部の場面では東京ビッグサイトでも撮影を実施、BGMには『サクラ大戦』主題歌「檄!帝国華撃団」のインストゥルメンタルアレンジが用いられている。大塚製薬はコミケへのドリンク提供で10年来の付き合いがある事から準備会もCM制作に協力している。
2025年夏開催予定のC106については、大阪で開催予定のGOOD COMIC CITY 31 大阪との一部日程重複になることが、コミックマーケット準備会と赤ブーブー通信社の共同リリースで発表された。これはコミケの会場である東京ビッグサイトが2023年12月から2028年2月中旬（予定）までの期間に大規模改修工事を実施、この影響で2025年度は西展示棟と東1〜3ホールが休館する時期が発生、これに伴うイベント開催スケジュールがタイトになっている関係で準備会が希望する日程が確保できなかった事に加え、コミックシティ側も大阪開催と東京開催の重複を避ける日程をとったものの、コミケと日程が重複する事になり、さらに大阪開催の会場であるインテックス大阪も2025年日本国際博覧会（大阪・関西万博）の開催に伴い、同所で関連して行われる他の催事が多数ある事から再調整が出来なかった事による。なお両者では今回に関しては何らかの連携を行う事を検討するとしている。

### 最大イベントの場として

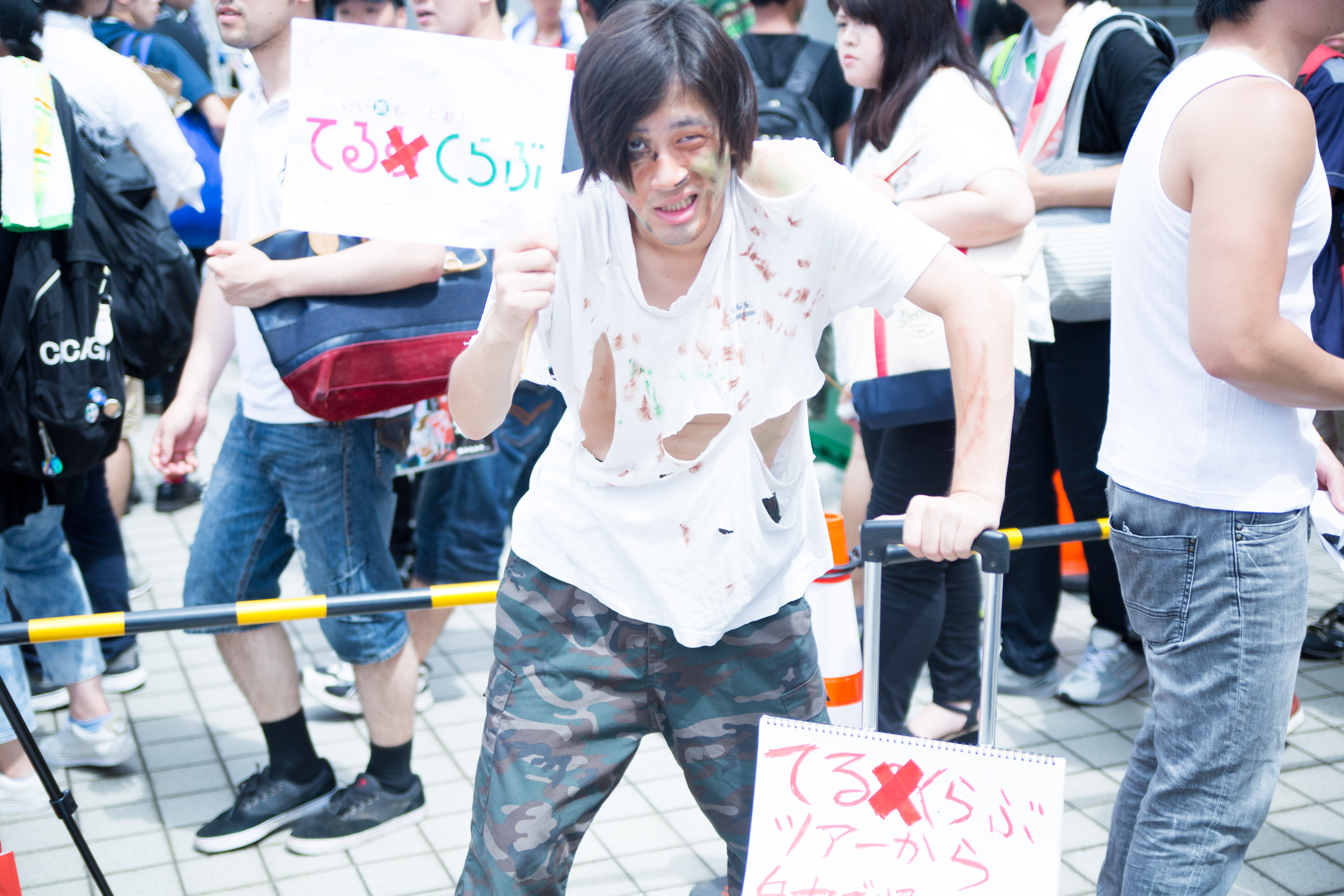
時事ネタを扱ったコスプレの一例。
C92開催前の2017年1月にてるみくらぶが破産した事件に絡み、ボロボロになって帰国した同社ツアーの参加者という設定のコスプレ。

1990年代に入ると技術革新により各種同人作品の制作が容易となったことなどから、コミックマーケット参加者は急激に増加した。東京秋葉原・大阪日本橋を中心として日本全国に同人誌専門店などが増えインターネットなどを通じてより手軽に同人誌が入手できるようになっている（中には、コミックマーケット開催前に同人誌専門店で販売されるケースもある）。また、取扱ジャンルの細分化が進んだ状況としても日本全国の同人作品の制作者とファンが一堂に会する同人イベント最大の場として存続している。中にはこのイベントでしか扱っていないマイナージャンルもある（例：漫画研究会のサークル）。また、「モノづくり」をテーマともしているジャンルも存在しており、京都大学機械研究会OBのサークルが紹介されている。
近年、コミケを題材に制作されたドラマや秋葉原、池袋周辺などが注目された関連で社会的に広く認知されるイベントになった。開催日の前後にはコミックマーケットがテレビのニュースや個人のSNSでとりあげられることも多い。その一方、予備知識を持たない興味本心だけの参加者の増加もしている。そういった参加者向けに運営側は注意事項等を公式サイトで公開している。
その一方で参加者の驚異的とも言える増大によるイベント巨大化、企業との関係、さらには法令による「有害図書」規制やコスプレ、二次創作、パロディ表現にまつわる表現（とりわけ性的表現）との関係、イベントにおける多大な頒布・売買行為の税務上処理などいくつかの課題も内包している。そのため、1996年以降は一部の「コミックマーケットSP」以外は別会場の例外はあるが、主に東京国際展示場（東京ビッグサイト）であることが多い所からも会場管理の東京都や警視庁（管轄：深川警察署・2008年以降は東京湾岸警察署）との調整も行っている。コミックマーケットは以前の漫画マニア向けイベントから一般化が進み、参加者数は3日開催で55万人、4日開催で75万人（C97）を超え、開催日数にあわせてサークル参加者も増大した大イベントとなっており、施設の効率的な運用方法や行政からの指導などの対策すべき問題も多く存在している。
しかし前述のとおり、新型コロナウイルス感染拡大に伴う事象の変化と、徹夜組・始発ダッシュ組を排除する対策の方針により、C99以降はホールの拡大により会期が2日間に短縮され、一般参加者にも入場料が求められるようになり、入場券は事前抽選制へ移行し当日券の発売もなくなった。このため来場者数そのものが急減しC99の来場者数は2日間で11万人になった。一般参加の制限が無くなったC102（この回より当日券の販売を再開）では例年にない猛暑のため般参加者が減少した。このためC102の来場者数は26万人と最盛期であったC97の75万人の1/3まで減少した。2023年12月に開催されたC103の来場者数はやや増加し27万人であった。

## その他

### 関連行事
- フジテレビ系列局で放送されたテレビドラマ『電車男』の第6回で、このコミックマーケットが題材として取り上げられた。ここでは「コミックキングダム」という架空の同人誌即売会として登場したが、設定は現実のコミケとはかけ離れている。もっともこれはどんなドラマのどんな分野にもある「話を面白く見せる為、あえて現実離れした展開にした」ということも考えられる。この放送回は折りしもC68の前日だった。ロケは、多数のエキストラを集めて東京ビッグサイトと幕張メッセで行われた。
- コミックマーケットの館内放送は長年、米沢英子がほぼ1人で担当しておりその象徴の一つだった。しかしC67の際、アナウンス中に喉を痛めてしまい発声できなくなるトラブルが発生。C68では放送要員増員を図り、予備要員の人間が交代で放送に当たった。コミックマーケット初の試みとして、C68の1日目の放送に男性が起用された。
- 会期中の各日9時45分、12時30分、15時45分にはそれぞれ不審物の発見等を目的とした一斉点検放送が行われる。この放送では毎回冒頭の数秒間で井上陽水の『夢の中へ』が流されており、単に「探し物」以上の意味でもイベント内容に通用する歌詞であることからこの曲を事実上のコミケのテーマソングとして捉える向きも多い。当初はイントロのみ使用されたが、後に参加者に使用意図を明確にするため歌い出しの「探し物はなんですか？ 見つけにくい物ですか？」の部分まで延長されるようになった。なお、2013年春にニコニコ動画でオリジナルジングルが募集され、採用されたジングル『一斉点検!サーチ&マーチ』がC84から一斉点検放送で使用されることが決定したため、『夢の中へ』はC83をもって廃止された。また、C84より開会時・閉会時にもオリジナルジングルが導入された[130]。
- 冬コミに限り、コミックマーケット開催中の会場内および東京臨海高速鉄道りんかい線国際展示場駅前で東京都赤十字血液センターによる献血が実施される[注釈 3]。他の献血行事同様、特定の場所に献血バスが来て献血が出来るが、年末の押し迫った時期に献血バスを配車しているのは都内でも冬コミだけである[131]。例年、冬場は血液不足になりがちな時期であるが、そんな中にあって冬コミは毎回ある程度まとまった量の血液の確保が見込めるため、近年は献血実施側がアニメやゲームの制作会社と協力して冬コミ会場や都内の献血センターで献血した人にポスターなどをプレゼントする企画を行う[132][注釈 4]など、さらなる献血協力者の確保を狙っている。また、このように少なからず献血活動に貢献しているとして、コミックマーケット準備会は日本赤十字社から感謝状を贈られている[133]。また、2023年11月21日には、「令和5年度・東京都赤十字大会」(同年10月26日開催)において、日本赤十字社から「コミックマーケット」として金色有功賞を受賞し、コミックマーケット準備会共同代表である安田かほるが、日本赤十字社名誉副総裁常陸宮妃華子より盾の贈呈を受けたことを発表した[134][注釈 5]。この件は、ねとらぼをはじめとする多くのメディアが伝えている[135][136][137]。
  - 献血バスの配車は1997年から、ポスター等の記念品を付加した「コミックマーケット献血応援イベント」は2011年12月開催のC81から、2013年の12月からは、コミックマーケットなどのイベントが終わった後も、全国の血液センターでも同じノベルティを配布するキャンペーンを展開している[138][139]。
  - 2020年冬に予定されていたC99については開催が延期された影響により、献血も中止となった。その代替として「エアコミケ2」にて、献血応援イベントが開催された[140]（対象エリアは東京都[141]、千葉県[142]、埼玉県[143]、神奈川県[144]）。新C99では会場の都合によりコミケから切り離しての開催となった。
- 東京ビッグサイトの至近にある東京ファッションタウン内のTFTホールで「となりでコスプレ博」が開催されており、暑さ・寒さを嫌がってコミックマーケットに行きたくないコスプレイヤーや、コミックマーケット終了後のアフター利用のためのコスプレイヤーやカメラマンでにぎわう。2012年冬開催時は、上述した脅迫事件の影響で参加を取りやめた「黒子のバスケ」のコスプレイヤーを受け入れた。主催である勇者屋は、「荷物をTFT内で預けるのはよいが、コスプレのまま（コミックマーケットの）会場に行かないように」と、注意を促している。なお、2019年12月開催のC97ではTFTホールにもコミックマーケットの更衣室が設置されたことと、運営上の問題により、となコスの同時開催は行われなかった[145]。
- 同様に現行会場である東京ビッグサイトの至近にあるイーストプロムナードがヘブンアーティストの正式な活動許可区域なこともあり、コミックマーケットの期間中に会場付近で彼らによる大道芸や路上パフォーマンスが行われることも近年増えている。彼らは主に昼過ぎから夕方にかけての「コミックマーケットの来場者が帰宅者に転じだす」時間帯に多く活動しておりコミックマーケットからの帰途につく人たちを楽しませている。
- 2014年冬（C87）から2019年冬（C97）まで、隣接する東京臨海広域防災公園の「有明防災フェア」にも協賛していた。ただし、冬の最終日（12月31日）は終日閉鎖されるため使用できない。2021年冬（C99）以降は東京臨海広域防災公園が会場から除外されている。
- 22年夏（C100）以降は、主催である自衛隊応援クラブDSC、準備会、コスプレ博実行委員会の三者による協議の結果、会期を9月3日・4日に変更し、会場もシンボルプロムナード公園に変更された。

### 問題と対策
- 2008年7月16日の「コミケ会場に手榴弾を投げ込む」旨のものをはじめとする複数のテロ予告があり、また、秋葉原通り魔事件といった様々な事案がある状況であることを理由に警察当局から手荷物確認を実施するよう強い指導を受け、C74にて手荷物確認が初めて実施された。
- 2008年夏に開催されたC74は、直前の8月3日に開催されたワンダーフェスティバルにおける西館の上りエスカレーターでの事故をうけて、約半数のエスカレーターの使用を中止した。開催直前だったため、公式HP以外にアニメショップや参加各企業とサークルにも事前に参加者に告知するように徹底された。2008年冬に開催されたC75においても、西館の上りのエスカレーターの使用を中止した（C75では上りのエスカレーターが使用できないという告知はなかった）。西館の上りのエスカレーターの使用中止は、C76からC83までは全面的に利用が禁止された。C84からC89までは関係者のみが利用できたが、ビッグサイトの拡張工事の影響もありC90にて西館の上りと下りのエスカレーターの一般参加者の使用が復活した。事故の原因はエスカレーター設備の不備であったものの、万一事故が発生すれば、コミケのイベント自体に批判が集まりかねないとの危機感から[注釈 6]、来場者の間で「コミケルール」と呼ばれるエスカレーターでの2列乗りが徹底されている[147]。
- 2009年夏に開催されたC76の最終日では、来場者が現金を引き出すためにゆうちょ銀行のATM（本店東京ビッグサイト内出張所）に殺到し、ATM内の残金が一時的になくなる事態が発生した[148]（コミケ開催期間中にゆうちょ銀行ATM内の千円札がなくなることは頻繁に起きているが、一万円札も一緒に残金が全部なくなったのは今回が初めて）。
- 2012年冬に開催されたC83は、2日目において「黒子のバスケ」サークルの不参加を要求する脅迫事件への対策として、通常通りの開催が行われれば以降のコミックマーケットでの東京ビッグサイトの使用が禁止される恐れがあったことから、「黒子のバスケ」サークルの参加と当該作品の同人誌・グッズなどの頒布を中止させた。参加できなかったサークルは約900に及び、サークル参加料は返金となった。同時にC74以来となる手荷物確認を実施することになった[149][150][151]。自粛ムードが広がり、初日のコスプレでは「黒子のバスケ」のコスプレイヤーは見当たらず、近隣のイベントへ流出した[152]。
- 2015年冬に開催されるC89以降、テロ対策に伴う警察からの要請のため、手荷物確認が行われることとなった[153][154]。